# Slaget om Guadalcanal
Slaget om Guadalcanal, också känt under kodnamnet Operation Watchtower av de allierade, utspelades mellan den 7 augusti 1942 och den 9 februari 1943, på och omkring ön Guadalcanal i stillahavskriget under andra världskriget. Det var en del av de allierades strategiska plan att skydda konvojerna mellan USA, Australien och Nya Zeeland. Med start ett par månader efter slaget om Kokoda Track var det den andra stora offensiven av de allierade mot Japanska imperiet.
Den 7 augusti 1942 påbörjade de allierade styrkorna, bestående av mestadels amerikanska trupper, sina landstigningar på öarna Tulagi och Florida (Nggela Sule) i södra Salomonöarna med målet att förhindra japanska trupper att använda öarna som baser för att störa de allierades konvojtransporter med proviant mellan USA, Australien och Nya Zeeland. De allierade hade även för avsikt att använda Guadalcanal och Tulagi som baser för att stödja fälttåget för att så småningom erövra eller nedkämpa den stora japanska basen vid Rabaul på Niu Briten. De allierade krossade de underlägsna japanska försvararna som hade ockuperat öarna sedan maj 1942 och tagit Tulagi och Florida samt ett flygfält (senare döpt Hendersonfältet, Henderson Field) som var under uppbyggnad av japanerna på Guadalcanal. 
Japanerna överraskades av den allierade offensiven och gjorde flera försök att återta Hendersonfältet i augusti och november 1942 från den amerikanska marinkåren. Amerikanska armén anslöt sig till försvaret i oktober. Tre stora fältslag, fem stora sjöslag och oavbrutna, nästan dagliga luftstrider kulminerade i det avgörande sjöslaget vid Guadalcanal i början av november 1942 där de sista japanska försöken gjordes för att landsätta tillräckligt med trupper för att återta Henderson Field. I december 1942 övergav japanerna fortsatta försök att återta Guadalcanal och evakuerade de resterande trupperna från ön den 7 februari 1943, mitt framför ögonen på den amerikanska 14:e armékåren, och lämnade ön i de allierades händer.
Fälttåget på Guadalcanal var en betydelsefull strategisk seger för de allierade med kombinerade truppslag över de japanska styrkorna i stillahavskriget. Japanerna hade nått kulmen för sina erövringar i Stilla havet och Guadalcanal markerade de allierades övergång från försvarsoperationer till strategiska offensiver i det kriget och början på offensiva operationer, däribland fälttågen i Salomonöarna, Nya Guinea och Centrala Stilla havet, vilket resulterade i Japans slutliga nederlag och slutet av andra världskriget.

## Bakgrund

### Strategiska överväganden
Den 7 december 1941 attackerade japanska styrkor USA:s stillahavsflotta vid Pearl Harbor, Hawaii. Attacken lamslog stora delar av den amerikanska slagskeppsflottan och framkallade ett öppet och formellt krigstillstånd mellan de två nationerna. De japanska ledarnas initiala mål var att oskadliggöra den amerikanska flottan, erövra besittningar som var rika på naturtillgångar och etablera strategiska militära baser för att försvara det japanska kejsardömet i Stilla havet och Asien. För att närma sig dessa mål erövrade japanska trupper Filippinerna, Thailand, Malaya, Singapore, Nederländska Ostindien, Wake, Gilbertöarna, Niu Briten och Guam. De som anslöt sig med USA i kriget mot Japan var resterna av de allierade styrkorna, av vilka många, inklusive Storbritannien, Australien och Nederländerna, också hade attackerats av Japan.

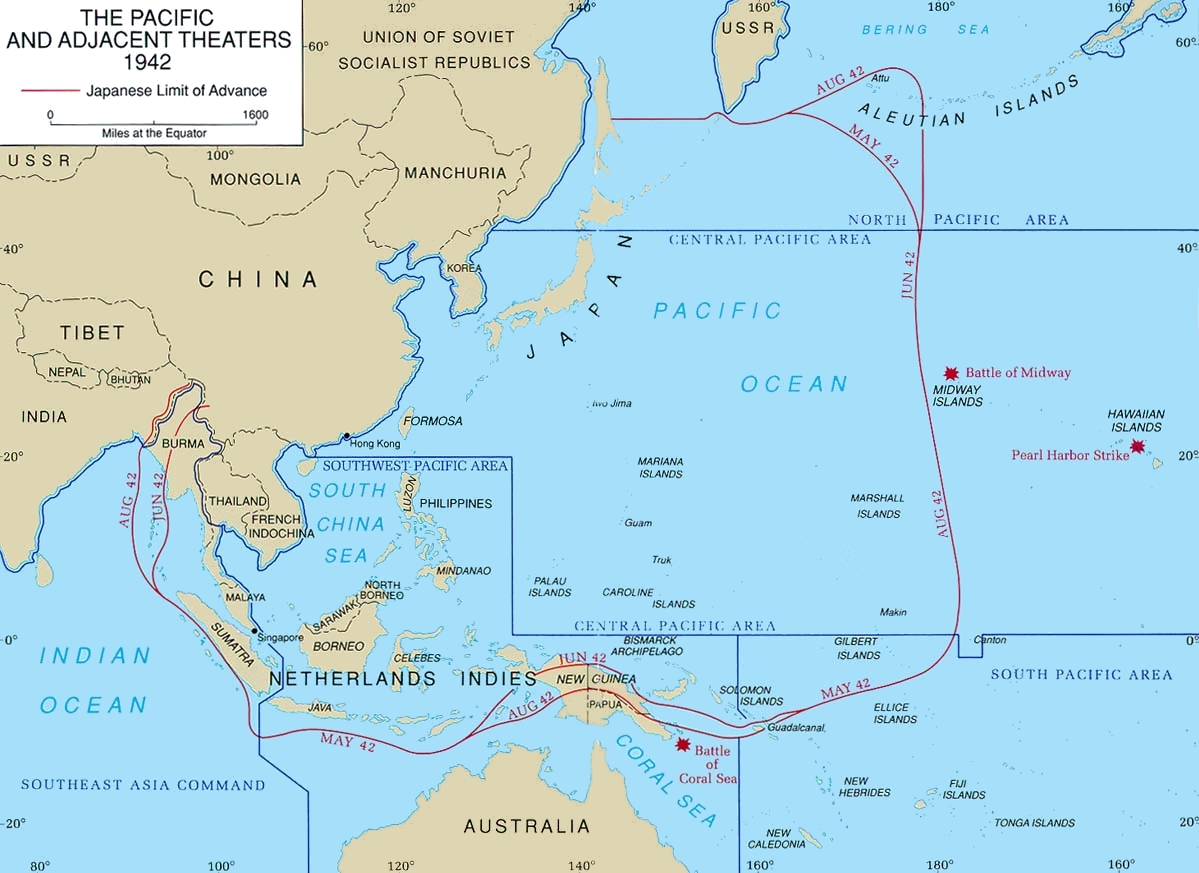
Japanskt herravälde i västra Stilla havet mellan maj och augusti 1942. Guadalcanal är beläget i det nedersta högra mittendelen av kartan.

Två japanska försök att bibehålla det strategiska initiativet och utöka sitt yttre försvarsverk i syd och centrala delen av Stilla havet omintetgjordes genom sjöslagen vid Korallhavet respektive Midway. Midway var inte bara de allierades första stora seger mot de tidigare obesegrade japanerna, utan reducerade Japans hangarfartygsstyrkors offensiva förmågor markant. Fram till dess hade de allierade agerat defensivt i Stilla havet, men dessa strategiska segrar bidrog med möjligheten att överta det strategiska initiativet från Japan.
De allierade valde Salomonöarna (ett brittiskt protektorat), uttryckligen Guadalcanal, Tulagi och Florida i södra Salomonöarna som ett första mål. Den japanska flottan hade ockuperat Tulagi i maj 1942 och upprättat en bas för sjöflygplan i närheten. De allierades bekymmer växte i början av juli 1942 när den japanska flottan började upprätta ett stort flygfält vid Lunga Point på närbelägna Guadalcanal. I augusti 1942 fanns omkring 900 man ur japanska flottan på Tulagi och närliggande öar och 2 800 man (varav 2 200 koreaner och japanska byggnadsspecialister) på Guadalcanal. Dessa baser skulle skydda Japans stora bas vid Rabaul när de var klara, hota de allierades proviant- och kommunikationslinjer samt etablera en truppsamlingsplats för en planerad offensiv mot Fiji, Nya Kaledonien och Samoa (Operation FS). Japanerna planerade att utplacera 45 jaktflygplan och 60 bombflygplan på Guadalcanal när flygfältet stod klart. Dessa flygplan skulle förse japanska flottstyrkor med flygstöd under frammarsch i södra Stilla havet.
De allierades plan att invadera södra Salomonöarna tänktes ut av den amerikanske amiralen Ernest King, högste befälhavare för United States Fleet. Han förespråkade offensiv för att förhindra att öarna blev japanska baser, varifrån de kunde hota proviantrutterna mellan USA och Australien och för att använda dem som utgångspunkt. Med Roosevelts underförstådda samtycke förespråkade King även invasionen av Guadalcanal. När den amerikanske armégeneralen George C. Marshall motsatte sig det här tillvägagångssättet och vem som skulle leda operationen, konstaterade King att flottan och marinkåren skulle genomföra operationen själva, och beordrade amiral Chester W. Nimitz att fortsätta med de förberedande planerna. King vann till slut dispyten och invasionen sattes i verket uppbackad av den högsta militärledningen.
Guadalcanal skulle genomföras i kombination med en allierad offensiv i Nya Guinea under Douglas MacArthurs befäl för att erövra Amiralitetsöarna och Bismarckarkipelagen, inklusive den stora japanska basen vid Rabaul. Det slutgiltiga målet var en amerikansk återerövring av Filippinerna. Amerikanska Joint Chiefs of Staff skapade "Insatsområde södra Stilla havet" (engelska: South Pacific theater), med viceamiral Robert L. Ghormley som befälhavare den 19 juni 1942, för att leda offensiven i Salomonöarna. Amiral Chester W. Nimitz, baserad vid Pearl Harbor, utnämndes till högste allierad befälhavare för stillahavsstyrkorna.

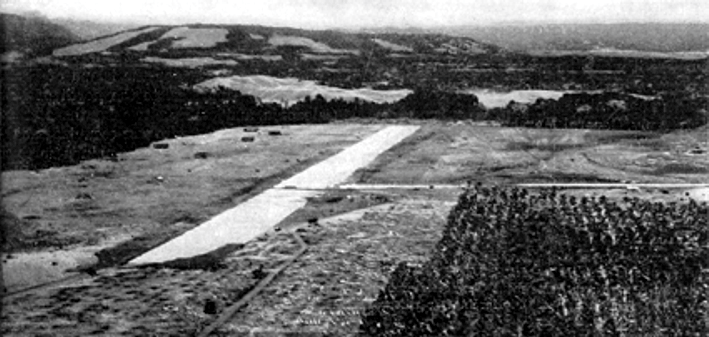
Flygfältet vid Lunga Point på Guadalcanal under konstruktion av japanerna och rekryterade koreanska arbetare i juli 1942.

### Stridsgrupp
Som förberedelse för den kommande offensiven i Stilla havet i maj 1942, beordrades den amerikanske generalmajoren Alexander Vandegrift att flytta sin 1st Marine Division från USA till Nya Zeeland. Andra allierade land-, sjö- och flygenheter skickades till Fiji, Samoa, Nya Hebriderna och Nya Kaledonien för att etablera baser. Espiritu Santo, Nya Hebriderna, valdes som högkvarter och huvudbas för offensiven med kodnamnet Operation Watchtower, med inledningsdatum den 7 augusti 1942. Först planerades den allierade offensiven att endast omfatta Tulagi och Santa Cruzöarna och inte Guadalcanal. Dock efter att allierad rekognoscering upptäckt det japanska flygfältet under uppbyggnad på Guadalcanal, lades ön till i planerna och operationen för Santa Cruzöarna slopades (till slut). Japanerna var medvetna om de storskaliga allierade truppförflyttningarna i södra Stilla havet genom signalspaning, men drog slutsatsen att de allierade förstärkte Australien eller möjligen Port Moresby i Nya Guinea.
Styrkan för Operation Watchtower omfattade 75 örlog- och transportfartyg (däribland fartyg från både USA och Australien), samlade nära Fiji den 26 juli 1942, och deltog i en landstigningsövning innan man utgick mot Guadalcanal den 31 juli. Befälhavare på plats för den allierade expeditionsstyrkan var den amerikanske viceamiralen Frank Fletcher (flaggskepp hangarfartyget USS Saratoga). Befälhavare över amfibiestyrkorna var amerikanske konteramiralen Richmond K. Turner. Vandegrift ledde det 16 000 man stora infanteriet (primärt amerikanska marinsoldater) avsatta för landsstigningarna.
De trupper som skickades till Guadalcanal var nyss utkomna från utbildning och beväpnade med gamla gevär med slutstycksmekanism och en mager 10 dagars förbrukning av ammunition. På grund av behovet av att få dem i strid snabbare hade operationsplanerarna minskat deras proviant från en 90 dagars förbrukning till endast 60 dagar. Trupperna i 1:a marindivisionen började hänvisa till den kommande striden som "Operation Shoestring" (Operation Otillräcklig).

## Landstigningar

Rutter för de allierades amfibiestyrkors landstigningar på Guadalcanal och Tulagi den 7 augusti 1942.

Dåligt väder gjorde att den allierade expeditionsstyrkan kunde anlända i närheten av Guadalcanal osedda av japanerna på morgonen den 7 augusti. Masaichiro Miyagwa, en japansk försvarare stationerad på Tanambogo som tillfångatogs av amerikanska styrkor (en av fyra japaner av 3 000 stationerade i området som överlevde striden), skrev att fyra japanska patrullplan sändes ut från Florida Island dagligen i form av ett propellerplan, flygande nordost, öster, sydost och söder om Florida Island för att rekognoscera fiendens verksamhet. Han skrev, att på grund av dåliga väderförhållanden undgick den invaderande allierade armadan upptäckt, och att om invasionsflottan blivit upptäckt en eller två dagar före den 7 augusti, skulle den allierade flottan, med dess långsamma transportbåtar, med största sannolikhet ha förstörts.
Landstigningsstyrkan delades i två grupper, med en grupp som attackerade Guadalcanal och en Tulagi, Floridaöarna samt närliggande öar. De allierades örlogsfartyg bombarderade landstigningsstränderna medan flyg från de amerikanska hangarfartygen bombade japanska positioner på öarna och förstörde 15 japanska sjöflygplan vid deras bas nära Tulagi.
Tulagi och två närliggande öar, Gavutu och Tanambogo, attackerades av 3 000 amerikanska marinsoldater. Japanska flottans 886 man starka manskap som bemannade flott- och flygbaser på de tre öarna gjorde hårt motstånd. Marinsoldaterna säkrade alla tre öar utan större svårigheter; Tulagi den 8 augusti, Gavutu och Tanambogo den 9 augusti. De japanska försvararna dödades näst intill till sista man, medan marinkåren förlorade 122 man.
Till skillnad mot Tulagi, Gavutu och Tanambogo mötte landstigningarna på Guadalcanal mycket mindre motstånd. Klockan 09:10 den 7 augusti landsteg Vandegrift och 11 000 amerikanska marinsoldater på Guadalcanal mellan Koli Point och Lunga Point. Under framryckning mot Lunga Point mötte man inget motstånd förutom "tilltrasslad" regnskog, och man gjorde halt för natten ungefär 900 meter från flygfältet vid Lunga Point. Nästa dag mötte man igen lite motstånd och marinsoldaterna avancerade hela vägen till Lunga River och säkrade flygfältet klockan 16:00 den 8 augusti. Japanska förband med byggarbetare och soldater under kapten Kanae Monzens befäl hade övergett flygfältet i panik efter bombardemanget från de allierades örlogsfartyg och bombplan. Man hade flytt ungefär 5 km västerut till Matanikau River och området kring Point Cruz och lämnat mat, proviant, byggnadsutrustning, fordon och 13 man döda bakom sig.

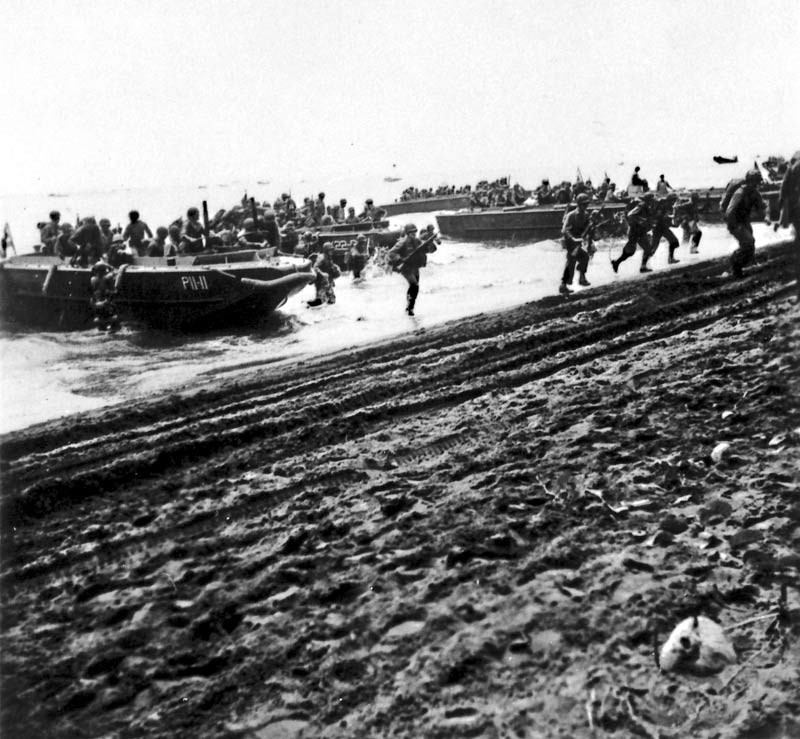
Amerikanska marinsoldater landstiger på Guadalcanal den 7 augusti 1942.

Under landstigningsoperationerna den 7 augusti och 8 augusti, attackerade japanska sjöflygplan, baserade på Rabaul under Sadayoshi Yamadas befäl, de allierades amfibiestyrkor flera gånger, och satte det amerikanska transportfartyget USS George F. Elliott i brand (som sjönk två dagar senare) och skadade jagaren USS Jarvis kraftigt. Under två dagars flygstrider förlorade japanerna 36 flygplan, USA förlorade 19, i både strid och i olyckor, däribland 14 hangarfartygsbaserade flyg.
Efter dessa sammanstötningar bekymrade Fletcher sig för förlusterna av sina hangarfartygsbaserade stridsflyg, han oroade sig över hoten mot sina hangarfartyg från fortsatta japanska luftattacker och besvärade sig över sina fartygs bränslenivåer. Fletcher drog sig tillbaka från området kring Salomonöarna med sin hangarfartygsstyrka på kvällen den 8 augusti. Som ett resultat av förlusten av hangarfartygsbaserat flygstöd bestämde Turner sig för att dra tillbaka sina fartyg från Guadalcanal, detta trots att mindre än hälften av provianten och den tunga utrustningen som trupperna i land behövde, hade lastats av. Turner planerade dock att lasta av så mycket av provianten som möjligt på Guadalcanal och Tulagi under natten mot den 9 augusti för att sedan avgå med sina fartyg under morgonen.

## Slaget om Savo Island
Den natt då transportfartygen lastade av överraskades och besegrades två grupper med allierade kryssare och jagare under brittiske konteramiralen Victor Crutchleys befäl, av en japansk styrka bestående av sju kryssare och en jagare från 8:e flottan, baserade vid Rabaul och Kavieng under befäl av japanske viceamiralen Gunichi Mikawa. En australiensisk och tre amerikanska kryssare sänktes, samt en amerikansk kryssare och två jagare skadades i slaget om Savo Island. En japansk kryssare utstod måttliga skador. Mikawa, ovetande om att Fletcher lämnat området med sina hangarfartyg, drog sig genast tillbaka till Rabaul utan att ha försökt attackera de nu oskyddade transportfartygen. Mikawa bekymrade sig för amerikanska luftattacker i dagsljus om han stannade i området. Turner drog tillbaka alla återstående allierade flottstyrkor på kvällen den 9 augusti och lämnade marinsoldaterna i land utan mycket av den tunga utrustningen, provianten och trupper som fortfarande befann sig ombord på transportfartygen. Mikawas beslut att inte attackera de allierade transportfartygen när han hade möjligheten, skulle dock visa sig bli ett avgörande strategiskt misstag.

## Inledande operationer

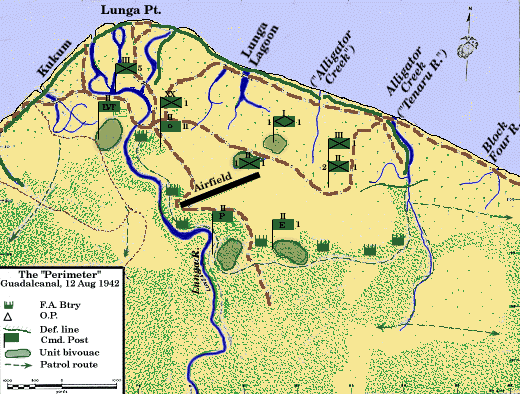
Inledande amerikanskt försvar runt flygfältet vid Lunga Point, Guadalcanal, 12 augusti 1942.

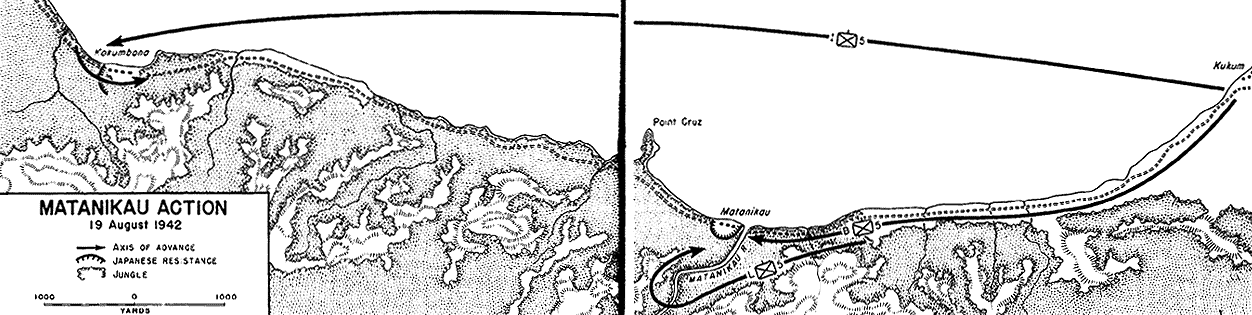
Karta som visar amerikanska marinsoldaters attacker väster om Matanikau River den 19 augusti.

11 000 marinsoldater på Guadalcanal koncentrerades i början till att formera en lös försvarslinje runt Lunga Point och flygfältet. Man flyttade provianten inom försvarslinjen och färdigställde flygfältet. Efter fyra dagars intensiv kraftansträngning hade provianten flyttats från landstigningsstränderna till spridda förrådsplatser inom försvarslinjen. Man började genast arbeta på flygfältet huvudsakligen med hjälp av tillvaratagen japansk utrustning. Den 12 augusti döptes flygfältet till Henderson Field efter piloten Lofton R. Henderson som dödades under slaget vid Midway. Den 18 augusti var flygfältet redo för användning. Matransoner för fem dagar hade fraktats i land från transportfartygen som tillsammans med beslagtagen japansk proviant gav marinsoldaterna totalt 14 dagars matransoner. För att spara på maten gavs två portioner till trupperna per dag. Allierade trupper konfronterades med hårda påfrestningar av dysenteri kort efter landstigningarna och i mitten av augusti var var femte marinsoldat drabbad. Tropiska sjukdomar skulle påverka båda sidors stridsförmågor under fälttåget. Trots att några av de koreanska byggnadsarbetarna överlämnade sig till marinsoldaterna hade de flesta av den resterande japanska och koreanska personalen samlats precis väster om försvarslinjen Lunga på den västra sandbanken om Matanikau River där man livnärde sig huvudsakligen på kokosnötter. En japansk utpost lokaliserades också vid Taivu Point, ungefär 35 km öster om försvarslinjen Lunga. Den 8 augusti landsatte en japansk jagare från Rabaul 113 marinsoldater i området kring Matanikau.
På kvällen den 12 augusti landsattes en båt bestående av en amerikansk spaningstrupp på 25 man under överstelöjtnant Frank Goettges befäl väster om försvarslinjen Lunga mellan Point Cruz och Matanikau River. Det var ett spaningsuppdrag men man hade också för avsikt att kontakta en grupp japanska trupper som amerikanska styrkor trodde var villiga att ge upp. Kort efter att patrullen landsatts attackerades den av en pluton japanska marinsoldater som nästan helt och hållet utplånade patrullen.
Som svar på detta, skickade Vandegrift den 19 augusti ut tre kompanier ur 5:e marinregementet, för att attackera japanska truppkoncentrationer väster om Matanikau. Ett kompani framryckte och attackerade över sandrevet vid Matanikaus mynning medan ett annat korsade floden 1000 meter inlands och attackerade de japanska styrkorna vid byn Matanikau. Det tredje kompaniet landsattes med båt längre västerut och attackerade byn Kokumbuna. Efter att under kort tid ockuperat de två byarna återvände de tre marinkompanierna till försvarslinjen Lunga. Man hade lyckats döda ungefär 65 japanska soldater och förlorat fyra av sina egna. Dessa strider, som ibland brukar benämnas "Första slaget vid Matanikau", var de första av flera stora strider omkring Matanikau River under fälttåget.
Den 20 augusti levererade hangareskortfartyget USS Long Island två skvadroner marinflyg till Henderson Field. En var en skvadron om 19 Grumman F4F Wildcats och den andra en skvadron om 12 Douglas SBD Dauntless. Flygplanen vid Henderson blev kända som "Cactus Air Force" (CAF) efter de allierades kodnamn för Guadalcanal. De sattes i strid nästa dag när man attackerade en av de nästan dagliga japanska flygbombräderna. Den 22 augusti anlände fem av arméns Bell P-39 Airacobras och deras piloter till Henderson Field.

## Slaget vid Tenaru

Döda japanska soldater på sandrevet vid mynningen till Alligator Creek, Guadalcanal efter slaget vid Tenaru.

Som svar på de allierades landstigningar på Guadalcanal utsågs av det Kejserliga Högkvarteret den japanska 17:e armén för uppdraget att ta tillbaka Guadalcanal. 17:e armen var en truppavdelning av kårstorlek baserad vid Rabaul under generallöjtnant Harukichi Hyakutakes befäl. Armén skulle stödjas av japanska flottenheter, däribland Kombinerade flottan under Isoroku Yamamotos befäl som hade högkvarteret på Truk. Den 17:e armén var vid den tiden djupt involverad i det japanska fälttåget på Nya Guinea och hade bara några få förband tillgängliga. Av dem var 35:e infanteribrigaden under generalmajor Kiyotake Kawaguchi på Palau, 4:e (Aoba) infanteriregementet på Filippinerna och det 28:e (Ichiki) infanteriregementet under överste Kiyonao Ichikis befäl på transportfartyg i närheten av Guam. Dessa olika förband började genast röra sig mot Guadalcanal via Truk och Rabaul och Ichikis regemente som var närmast kom fram till området först. En "första del" av Ichikis förband som bestod av 917 soldater landsattes från jagare vid Taivu Point öster om försvarslinjen Lunga efter midnatt den 19 augusti. Därefter gick de 14 kilometers nattmarsch västerut mot de amerikanska marinsoldaternas försvarslinje. Robert Leckie, som var på Guadalcanal, erinrar sig händelserna i slaget vid Tenaru i sin bok Helmet For My Pillow; "Alla hade glömt striden och tittade på blodbadet, då rop hördes uppåt linjen. En grupp japaner kastade sig fram längs den motsatta flodbädden, rusande i vår riktning. Deras framträdande överraskade alla så att inga skott avlossades."
Ichiki underskattade de allierades styrkor på Guadalcanal och ledde ett frontalangrepp under nattetid mot marinsoldaternas positioner vid Alligator Creek (ofta benämnt "Ilu River" på amerikanska marinkårens kartor) på den östra delen av försvarslinjen Lunga tidigt på morgonen den 21 augusti. Ichikis anfall slogs ned med stora japanska förluster i vad som skulle komma att kallas slaget vid Tenaru. Efter gryningen gjorde marinsoldaterna ett motanfall mot Ichikis överlevande trupper och dödade många fler av dem, inklusive Ichiki. Totalt överlevde bara 128 man slaget av de ursprungliga 917 medlemmarna ur första delen av Ichikis regemente. De överlevande återvände till Taivu Point och underrättade 17:e arméns högkvarter om nederlaget och inväntade vidare förstärkningar på order från Rabaul.

## Slaget vid östra Salomonöarna

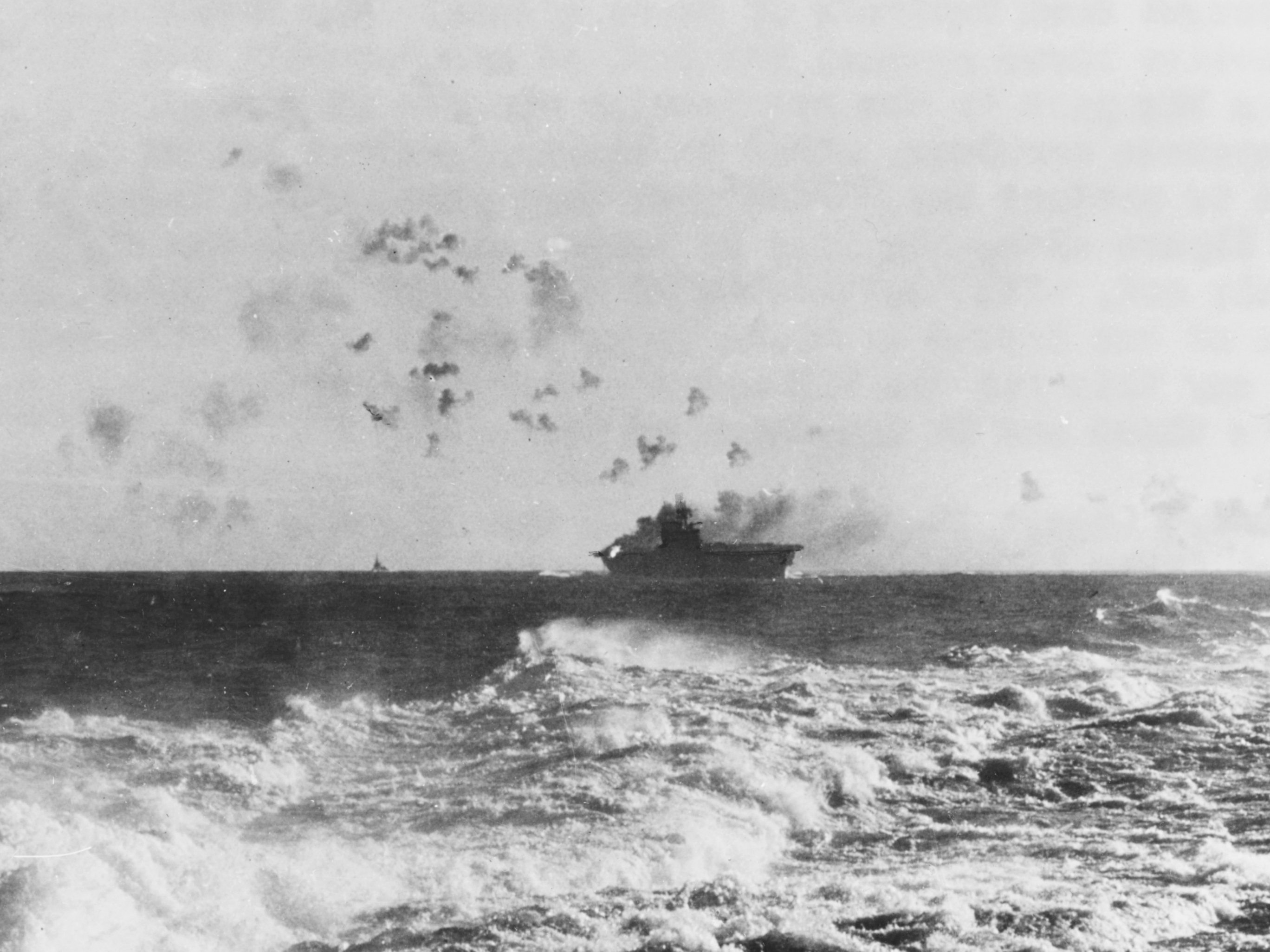
Hangarfartyget under anfall vid slaget vid östra Salomonöarna.

Då slaget vid Tenaru befann sig i sitt slutskede var japanska förstärkningar redan på väg. Tre långsamtgående transportfartyg lämnade Truk den 16 augusti med 1 400 soldater ombord från Ichikis (28:e) infanteriregemente och 500 marinsoldater från Yokosukas (5:e) speciallandstigningsstyrka. Transportfartygen bevakades av 13 krigsfartyg under befäl av japanske konteramiralen Raizō Tanaka, som planerade att landsätta trupperna på Guadalcanal den 24 augusti. För att täcka trupperna vid landstigningarna och understödja operationen att återta Henderson Field från allierade styrkor, beordrade Yamamoto Chuichi Nagumo att göra ett utfall med en hangarfartygsstyrka från Truk den 21 augusti för att bege sig mot södra Salomonöarna. Nagumos styrka bestod av tre hangarfartyg och 30 andra krigsfartyg.
Samtidigt närmade sig tre stridsgrupper Guadalcanal med hangarfartyg under Fletchers befäl för att möta de japanska offensiverna. Den 24 och 25 augusti utkämpade de två hangarfartygsstyrkorna slaget vid östra Salomonöarna vilket resulterade i att de båda flottorna retirerade från området efter att ha tillfogats vissa skador. Japanerna förlorade ett lätt hangarfartyg. Tanakas konvoj tvingades dirigera om till Shortland Islands i norra Salomonöarna för att överföra överlevande trupper till jagare och för senare avlämning på Guadalcanal. Detta efter att man tagit svåra skador under slaget från en luftattack av flyg ur Cactus Air Force (CAF) från Henderson Field. Ett transportfartyg hade bland sänkts under anfallet.

## Luftstrider över Henderson Field och förstärkningar av försvarslinjen

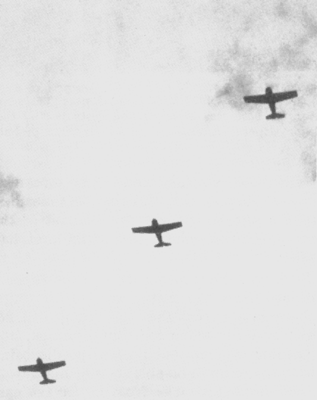
Amerikanska marinkårens jaktplan av modell F4F Wildcat lyfter från Henderson Field för att anfalla inkommande japanska flyg i slutet av augusti eller början av september 1942.

Under hela augusti anlände små grupper av amerikanska flyg och deras besättningar till Guadalcanal. I slutet av augusti fanns 64 flygplan av olika modeller stationerade vid Henderson Field. Den 3 september anlände befälhavaren för 1:a marinflygflottiljen, brigadgeneral Roy S. Geiger, med sin stab och tog befälet över alla flygoperationer vid Henderson Field. Luftstrider mellan allierade flygplan vid Henderson och japanska bombplan och stridsflygplan från Rabaul fortsatte nästan dagligen. Mellan 26 augusti och 5 september förlorade amerikanerna omkring 15 flygplan medan japanerna förlorade ungefär 19. Mer än hälften av de nedskjutna amerikanska flygplansbesättningarna räddades medan de flesta av de japanska aldrig hämtades. Den åtta timmars tur- och returresan från Rabaul till Guadalcanal, totalt ungefär 1 800 km, hindrade allvarligt japanska försök att etablera överlägsenhet i luften över Henderson Field. Australiska kustbevakare på öarna Bougainville och New Georgia kunde ofta i förväg meddela allierade styrkor på Guadalcanal om inkommande japanska flygangrepp. Detta gjorde att amerikanska stridsflygplan kunde lyfta och positionera sig själva för att kunna attackera japanska bomb- och jaktplan när de närmade sig ön. Följaktligen förlorade japanska flygstyrkor sakta ett utmattningskrig i skyarna över Guadalcanal.
Vid den här tidpunkten fortsatte Vandegrift att dirigera kraftansträngningar för att förstärka och förbättra försvarslinjen Lunga. Mellan den 21 augusti och 3 september omgrupperade han tre marinbataljoner, däribland 1:a rädbataljonen under Merritt A. Edsons befäl (Edson's Raiders) och 1:a fallskärmsbataljonen från Tulagi och Gavutu till Guadalcanal. Dessa förband ökade truppantalet med 1 500 man från Vandegrifts ursprungliga 11 000 som försvarade Henderson Field. 1st Parachute Battalion som förlorat många man under slaget om Tulagi och Gavutu–Tanambogo i augusti, placerades under Edsons befäl. Den andra omgrupperade bataljonen, 1:a bataljonen, 5:e marinregementet (1/5), landsattes med båt väster om Matanikau nära byn Kokumbuna den 27 augusti med uppdraget att attackera japanska förband i området, ungefär som i de första striderna vid Matanikau den 19 augusti. Dock i det här fallet hindrades marinsoldaterna av svår terräng, värme och välplacerade japanska försvarsställningar. Nästa morgon upptäckte marinsoldaterna att de japanska försvararna hade lämnat sina positioner under natten så man återvände till försvarslinjen Lunga med båt. 20 japaner och tre amerikanska marinsoldater dödades i striderna.
Små allierade flottkonvojer anlände till Guadalcanal den 23 augusti, 29 augusti, 1 september och 8 september för att tillhandahålla mer mat, ammunition, flygbränsle och flygplanstekniker till marinsoldaterna vid Lunga. Konvojen som anlände den 1 september förde med sig byggnadsingenjörssoldater för att underhålla och förbättra Henderson Field.

## Tokyoexpressen

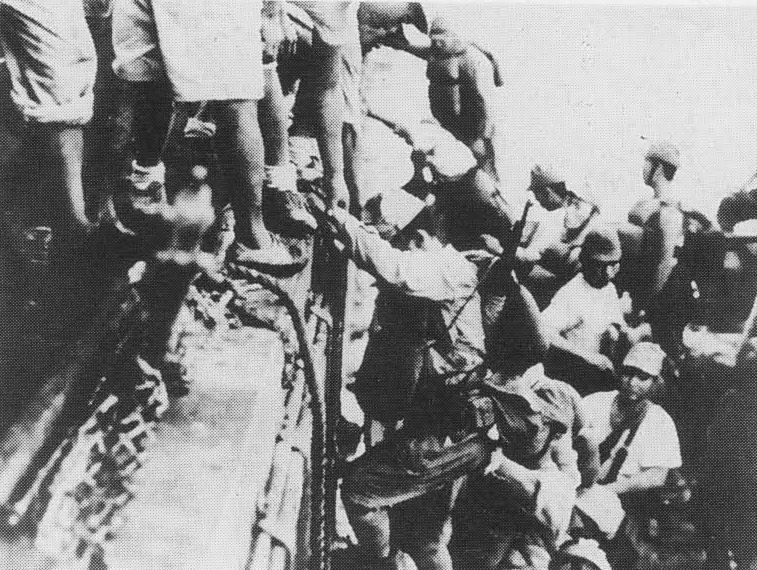
Japanska trupper lastas ombord på en jagare för att gör en "Tokyo Express" till Guadalcanal.

Den 23 augusti nådde Kawaguchis 35:e infanteribrigad Truk och lastades ombord på långsamtgående transportfartyg för resten av resan till Guadalcanal. De skador som Tanakas konvoj ådragit sig under slaget vid östra Salomonöarna ledde till att japanerna omprövade besluten att försöka leverera mer trupper till Guadalcanal genom långsamtgående transporter. Istället skickades de fartyg som transporterade Kawaguchis soldater till Rabaul. Därifrån planerande japanerna att transportera Kawaguchis män till Guadalcanal med jagare från truppsamlingsplatsen vid den japanska flottbasen på Shortland Islands. De japanska jagarna brukade vanligtvis kunna göra rundturer via "The Slot" (New Georgia Sound) till Guadalcanal och tillbaka på en enda natt under hela fälttåget för att minimera sin exponering för allierade flyganfall. De kom att kallas "Tokyo Express" av de allierade styrkorna och fick beteckningen "Råttransporten" (Rat Transport) av japanerna. Genom att överlämna trupperna på detta sätt förhindrades dock att det mesta av den tunga utrustning och förnödenheter, såsom tungt artilleri, fordon och mycket mat och ammunition, från att transporteras till Guadalcanal tillsammans med dem. Dessutom uppehölls jagarna av denna verksamhet som den kejserliga japanska flottan desperat behövde i handelsförsvar. Antingen oförmåga eller ovilja förhindrade allierade militära befälhavare från att utmana japanska flottstyrkor på natten, så japanerna kontrollerade haven runt Salomonöarna under denna tid. Dock var alla japanska fartyg kvar inom räckhåll för flygplan från Henderson Field under dagsljus, cirka 320 km, i stor fara för flyganfall. Denna taktiska situation förelåg de nästkommande månaderna i fälttåget.
Mellan 29 augusti och 4 september kunde olika japanska lätta kryssare, jagare och patrullbåtar landsätta nästan 5 000 soldater vid Taivu Point, inklusive de flesta av den 35:e infanteribrigaden, en stor del av Aoba (4:e) regementet och resten av Ichikis regemente. General Kawaguchi, som landsteg med Tokyoexpressen vid Taivu Point den 31 augusti, gavs befälet över alla japanska styrkor på Guadalcanal. En pråmkonvoj tog ytterligare 1 000 soldater av Kawaguchis brigad, under överste Akinosuke Okas befäl till Kamimbo väster om försvarslinjen Lunga.

## Slaget vid Edson's Ridge

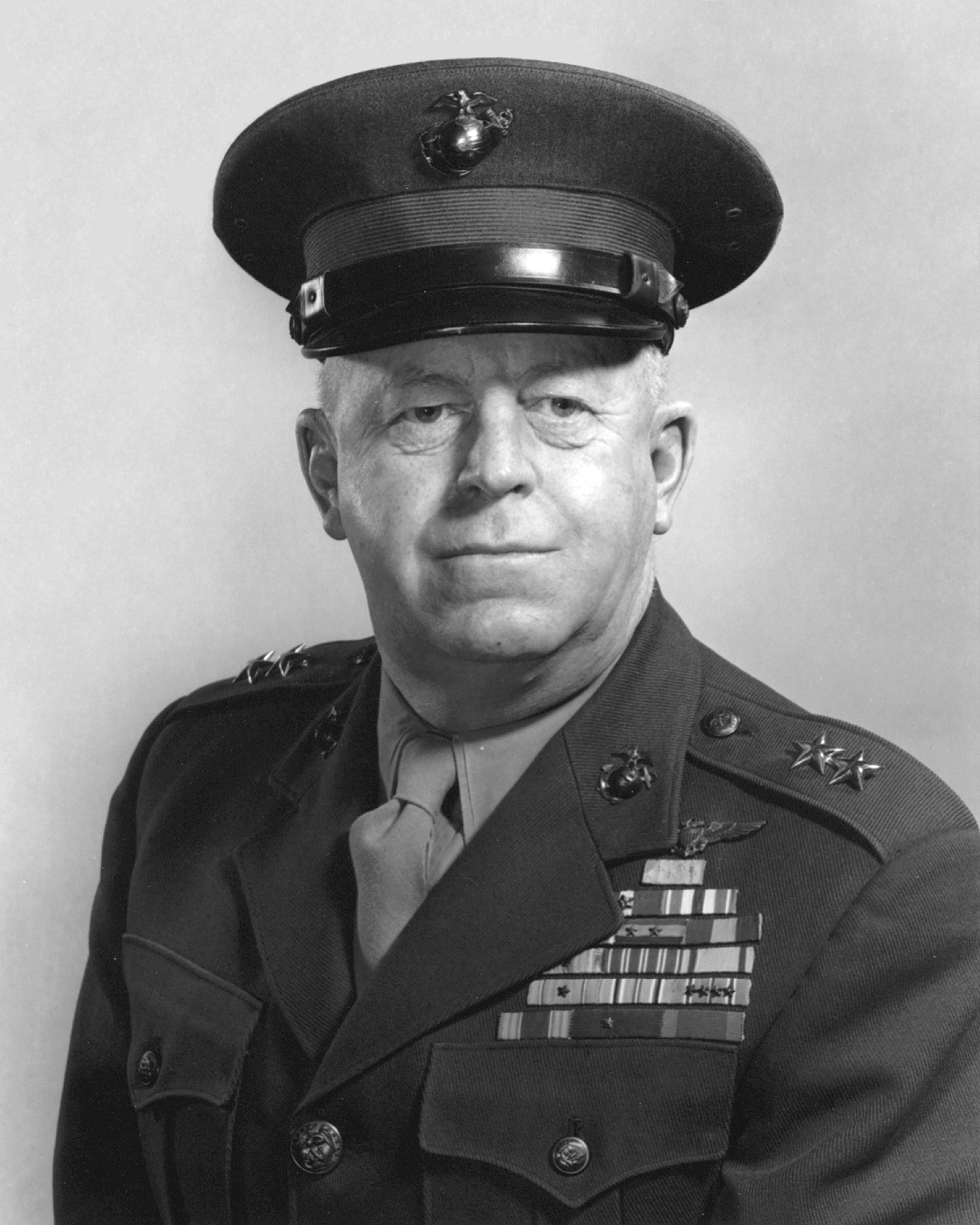
Överstelöjtnant Merritt A. Edson (här fotograferad som generalmajor) som ledde marinkårsstyrkorna i slaget vid Edson's Ridge.

Den 7 september utfärdade Kawaguchi sin anfallsplan för att "krossa och förinta fienden i närheten av Guadalcanals flygfält". Kawaguchis anfallsplan krävde att hans styrkor, uppdelade i tre divisioner, närmade sig försvarslinjen Lungas inland, och skulle avslutas med ett överraskande nattanfall. Okas styrkor skulle anfalla försvarslinjen från väster medan Ichikis andra echelongrupp, nu omdöpt till Kuma-bataljonen, skulle anfalla från öster. Huvudanfallet skulle utföras av Kawaguchis "mittgrupp", som uppgick till 3 000 man i tre bataljoner från djungeln söder om försvarslinjen Lunga. Den 7 september hade de flesta av Kawaguchis trupper avgått från Taivu för att börja marschera mot Lunga Point längs kusten. Omkring 250 japanska soldater stannade kvar för att bevaka brigadens försörjningsbas vid Taivu.
Under tiden medförde inhemska spejare under ledning av kustbevakaren Martin Clemens, befälhavaren för Solomon Islands Protectorate Defense Force, och den brittiska distriktsofficeren för Guadalcanal, rapporter till amerikanska marinkårssoldater om japanska trupper vid Taivu, nära byn Tasimboko. Edson planerade en räd mot de japanska trupperna koncentrerade vid Taivu. Den 8 september, efter blivit avsläppt nära Taivu med båt, erövrade Edsons män Tasimboko medan de japanska försvararna retirerade in i djungeln. I Tasimboko upptäckte Edsons trupper Kawaguchis proviantförråd som bland annat innehöll stora lager av mat, ammunition, medicinsk utrustning och en kraftfull kortvågsradio. Efter att ha förstört allt inom synhåll, med undantag för vissa dokument och utrustning som togs tillbaka med dem, återvände marinsoldaterna till försvarslinjen Lunga. De högar av proviant tillsammans med informationen i de beslagtagna dokumenten, informerade marinsoldaterna om att minst 3 000 japanska trupper fanns på ön och uppenbarligen planerade ett anfall.
Edson, tillsammans med överste Gerald C. Thomas, Vandegrifts stabschef, trodde korrekt att den japanska attacken skulle komma på en smal, gräsbevuxen, 900-meter lång korallås som löpte parallellt med Lunga River och låg alldeles söder om Hendersonfältet. Åsen, som kallas Lunga Ridge, utgjorde en naturlig väg för att rycka fram mot flygfältet. Åsen dominerade det omgivande området och var då nästan försvarslös. Den 11 september grupperade sig 840 man ur Edsons bataljon på och kring åsen.

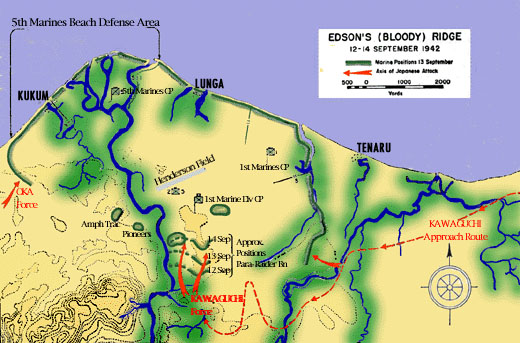
Karta över försvarslinjen Lunga på Guadalcanal som visar de japanska styrkornas tillfartsvägar och platserna för de japanska anfallen under slaget. Okas anfall var i väster (vänster), Kuma-bataljonen anföll från öster (höger) och mittengruppen anföll "Edson's Ridge" (Lunga Ridge) i nedre mittendelen av kartan.

Mot natten till den 12 september attackerade Kawaguchis första bataljon deltagarna i räden mellan Lunga River och Lunga Ridge, och tvingade ett marinkårskompani att dra sig tillbaka till åsen innan anfallet stoppades för natten. Nästa natt mötte 3 000 man ur Kawaguchis brigad 830 marinsoldater ur Edsons bataljon, plus en samling av lätt artilleri. Den japanska attacken inleddes strax efter mörkrets inbrott, då Kawaguchis första bataljon anföll Edsons högra flank, strax väster om åsen. Efter att ha brutit igenom marinsoldaternas linjer stoppades bataljonens anfall så småningom av marina förband som vaktade den norra delen av åsen.
Två kompanier från Kawaguchis andra bataljon stormade upp på södra kanten av åsen och tryckte tillbaka Edsons trupper till kulle 123 på den centrala delen av åsen. Hela natten, med marinsoldater på denna position, med stöd av artilleri, nedkämpades våg efter våg av japanska frontalattacker, varav vissa resulterade i strider man mot man. Japanska förband som nästlade sig förbi åsen till kanten av flygfältet slogs också tillbaka. Attacker från Kuma-bataljonen och Okas förband på andra platser längs försvarslinjen Lunga slogs även de tillbaka. Den 14 september ledde Kawaguchi de överlevande från sin sönderslagna brigad på en fem dagars marsch västerut till Matanikaudalen för att ansluta till Okas förband. Sammanlagt dödades 850 man ur Kawaguchis styrkor och 104 amerikanska marinsoldater.
Den 15 september fick Hyakutake på Rabaul kännedom om Kawaguchis nederlag och vidarebefordrade nyheten till det Kejserliga Högkvarteret i Japan. I ett krismöte drog höga japanska armé- och flottmedlemmar i kommandostaben slutsatsen att Guadalcanal kan utvecklas till den avgörande striden i kriget. Resultatet av slaget började få en strategisk inverkan på japanska operationer i andra delar av Stilla havet. Hyakutake insåg att för att kunna skicka tillräckligt med trupper och materiel för att besegra de allierade på Guadalcanal, kunde han inte samtidigt understödja den stora pågående japanska offensiven på Kokoda Track på Nya Guinea. Hyakutake, i enighet med Högkvarteret, beordrade sina trupper på Nya Guinea, som var 48 km från sitt mål Port Moresby att retirera tills "Guadalcanalfrågan" var löst. Hyakutake vidtog åtgärder för att sända fler trupper till Guadalcanal för ett nytt försök att återta Hendersonfältet.

## Förstärkningar

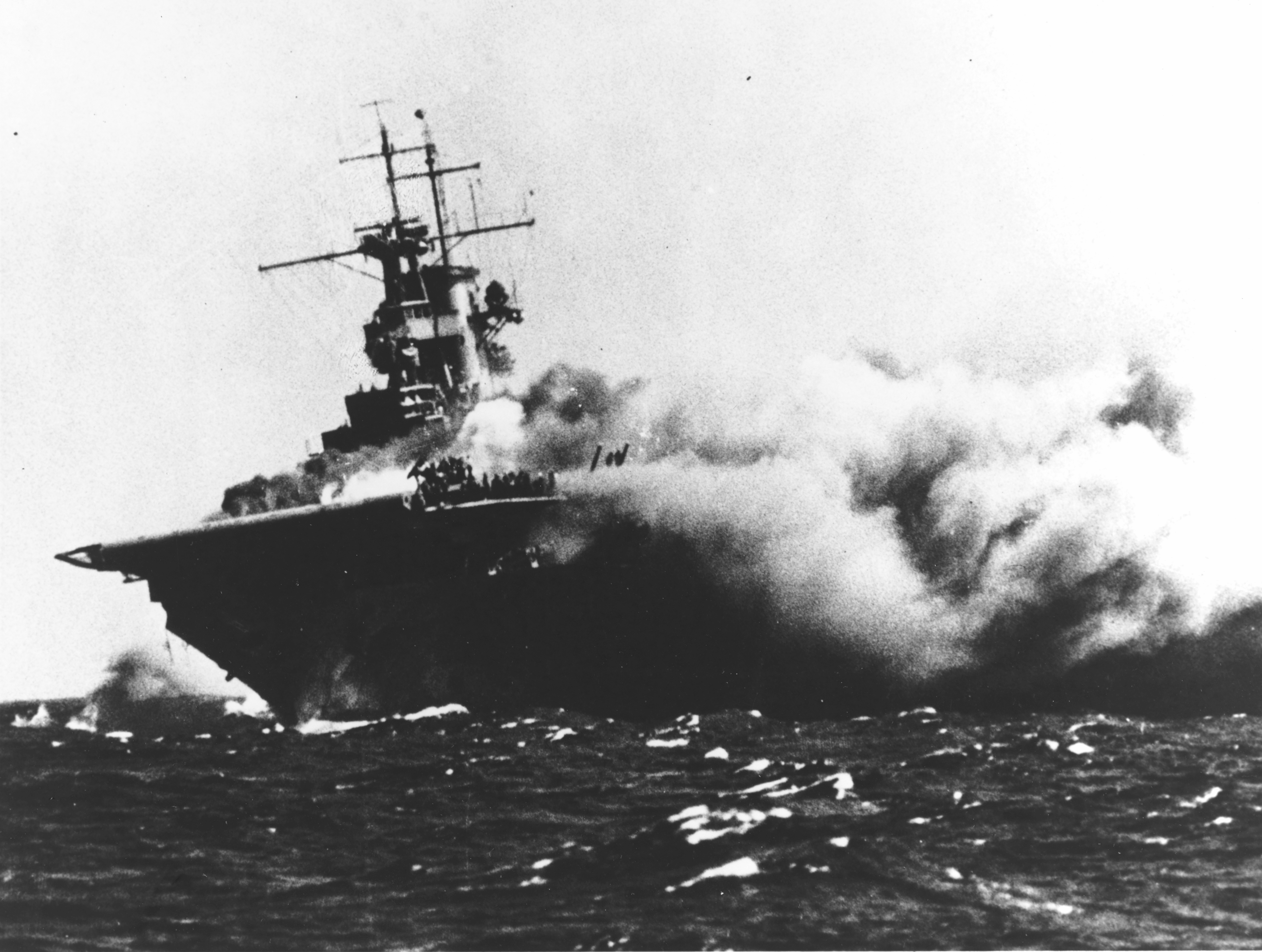
Det amerikanska hangarfartyget i lågor efter träffats av en japansk torped den 15 september.

När japanerna omgrupperade väster om Matanikau, koncentrerades de amerikanska styrkorna till en förstärkning av försvarslinjen Lunga. Den 14 september flyttade Vandegrift ännu en bataljon, den 3:e bataljonen, 2:a marinregementet (3/2), från Tulagi till Guadalcanal. Den 18 september levererade en allierad flottkonvoj 4 157 man från 3:e tillfälliga marinbrigaden (7:e marinregementet plus en bataljon från 11:e marinregementet och ytterligare några stödenheter), 137 bilar, tält, flygbränsle, ammunition, proviant och teknisk utrustning till Guadalcanal. Dessa kritiska förstärkningar tillät Vandegrift, med början den 19 september, att upprätta en obruten försvarslinje runt Lunga. Samtidigt som konvojen skyddades sänktes hangarfartyget USS Wasp av den japanska ubåten I-19 sydost om Guadalcanal, vilket tillfälligt lämnade bara ett allierat operativt hangarfartyg (USS Hornet) i södra stillahavsområdet. Vandegrift gjorde också vissa förändringar i de högre befälsledningarna i sina stridsenheter. Han omplacerade flera officerare från ön som inte levt upp till hans förväntningar och ersatte dem med befordrade underofficerare som utmärkt sig. En av dem var den nyligen befordrade översten Merritt A. Edson, som placerades som befäl för 5:e marinregementet.
Den 14 september och 17 september var det uppehåll i luftkriget över Guadalcanal på grund av dåligt väder. Båda sidorna förstärkte då sina respektive luftenheter. Japan levererade 85 jakt- och bombplan till sina luftenheter vid Rabaul medan USA förde över 23 jakt- och attackflygplan till Hendersonfältet. Den 20 september uppgick det totala antalet japanska flygplan vid Rabaul till 117 mot endast 71 allierade vid Hendersonfältet. Luftkriget återupptogs med ett japanskt luftangrepp på Guadalcanal den 27 september, vilket bekämpades av stridsflygplan ur amerikanska flottan och marinkåren från Hendersonfältet.
Japan började omedelbart att förbereda ett nytt försök att återta Hendersonfältet. Den 3:e bataljonen, 4:e (Aoba) infanteriregementet hade landat vid Kamimbo Bay på den västra sidan av Guadalcanal den 11 september, vilket var för sent för att ansluta sig till Kawaguchis anfall. Vid det här laget hade dock bataljonen anslutit sig till Okas styrkor nära Matanikau. Flera vändor av "Tokyoexpressen" hade körts av jagare den 14, 20, 21 och 24 september med mat och ammunition, samt 280 man från 1:a bataljonen, Aobaregementet, till Kamimbo på Guadalcanal. Under tiden transporterades den japanska 2:a och 38:e infanteridivisionen från Nederländska Ostindien till Rabaul med början den 13 september. Japan planerade att transportera totalt 17 500 soldater från dessa två divisioner till Guadalcanal för att delta i nästa stora anfall mot försvarslinjen Lunga, med start den 20 oktober 1942.

## Strider längst Matanikau

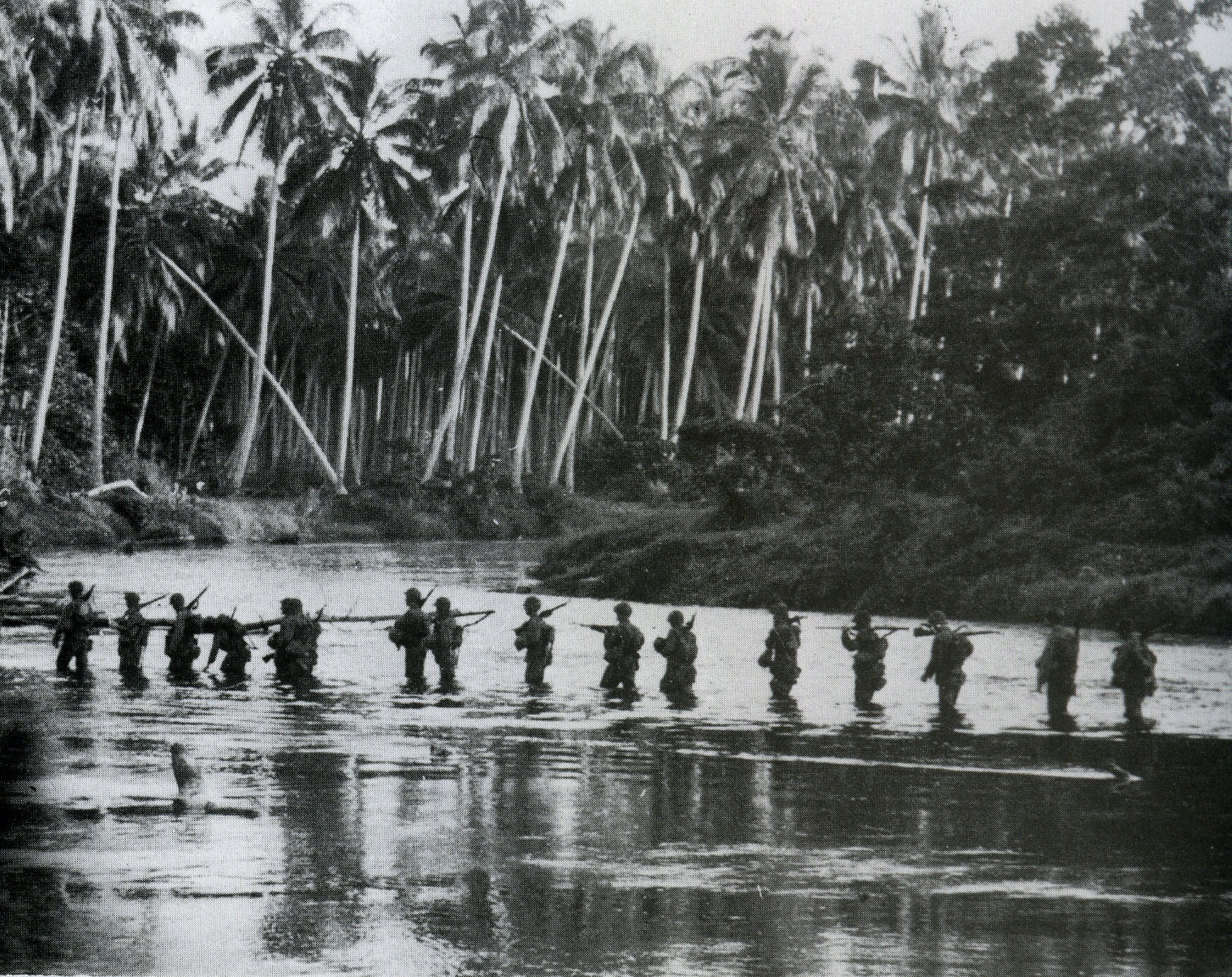
En amerikansk marinkårspatrull korsar Matanikau River i september 1942.

Vandegrift och hans stab var medvetna om att Kawaguchis trupper hade retirerat till området väster om Matanikau och att många grupper av japanska eftersläntrare var utspridda i området mellan försvarslinjen Lunga och Matanikau River. Vandegrift beslutade därför att göra en till följetong bestående av små enhetsoperationer runt Matanikau Valley. Syftet med dessa åtgärder var att rensa upp bland de spridda grupper av japanska trupper öster om Matanikau och att hålla huvuddelen av de japanska soldaterna ur balans för att hindra dem från att befästa sina positioner så nära det stora marina försvaret vid Lunga Point.
Den första amerikanska marinkårsoperationen försökte attackera japanska styrkor väster om Matanikau. Detta genomfördes 23-27 september av delar av tre amerikanska marinkårsbataljoner men slogs tillbaka av Kawaguchis trupper under Akinosuke Okas befäl. Under striderna omringades tre marina kompanier av japanska styrkor nära Point Cruz väster om Matanikau. De genomled stora förluster och undkom knappt med hjälp av en amerikansk jagare och landstigningsfartyg bemannade av personal ur amerikanska kustbevakningen.
I den andra striden 6-9 oktober korsade en större marinstyrka framgångsrikt Matanikau River och attackerade de nyligen anlända japanska styrkorna från 2:a infanteridivisionen under generalerna Masao Maruyama och Yumio Nasus befäl och orsakade stora förluster för det japanska 4:e infanteriregementet. Den andra striden tvingade japanerna att retirera från sina positioner öster om Matanikau och hindrade japanska förberedelser för deras planerade stora offensiv på det amerikanska Lungaförsvaret.
Mellan 9 och 11 oktober stormade amerikanska 1:a bataljonen, 2:a marinregementet två små japanska utposter cirka 48 km öster om försvarslinjen Lunga på Gurabusu och Koilotumaria nära Aola Bay. Dessa räder dödade 35 japaner till en kostnad av 17 marinsoldater och tre man ur amerikanska flottan.

## Slaget vid Kap Esperance
Under den sista veckan i september och första veckan i oktober levererades trupper med Tokyoexpressen från den japanska 2:a infanteridivisionen till Guadalcanal. Den japanska flottan lovade att understödja arméns planerade offensiv genom att inte bara leverera de nödvändiga trupperna, utrustningen och förnödenheterna till ön, men genom att förstärka upp flygattacker mot Henderson Field och skicka krigsfartyg för att bombardera flygfältet.

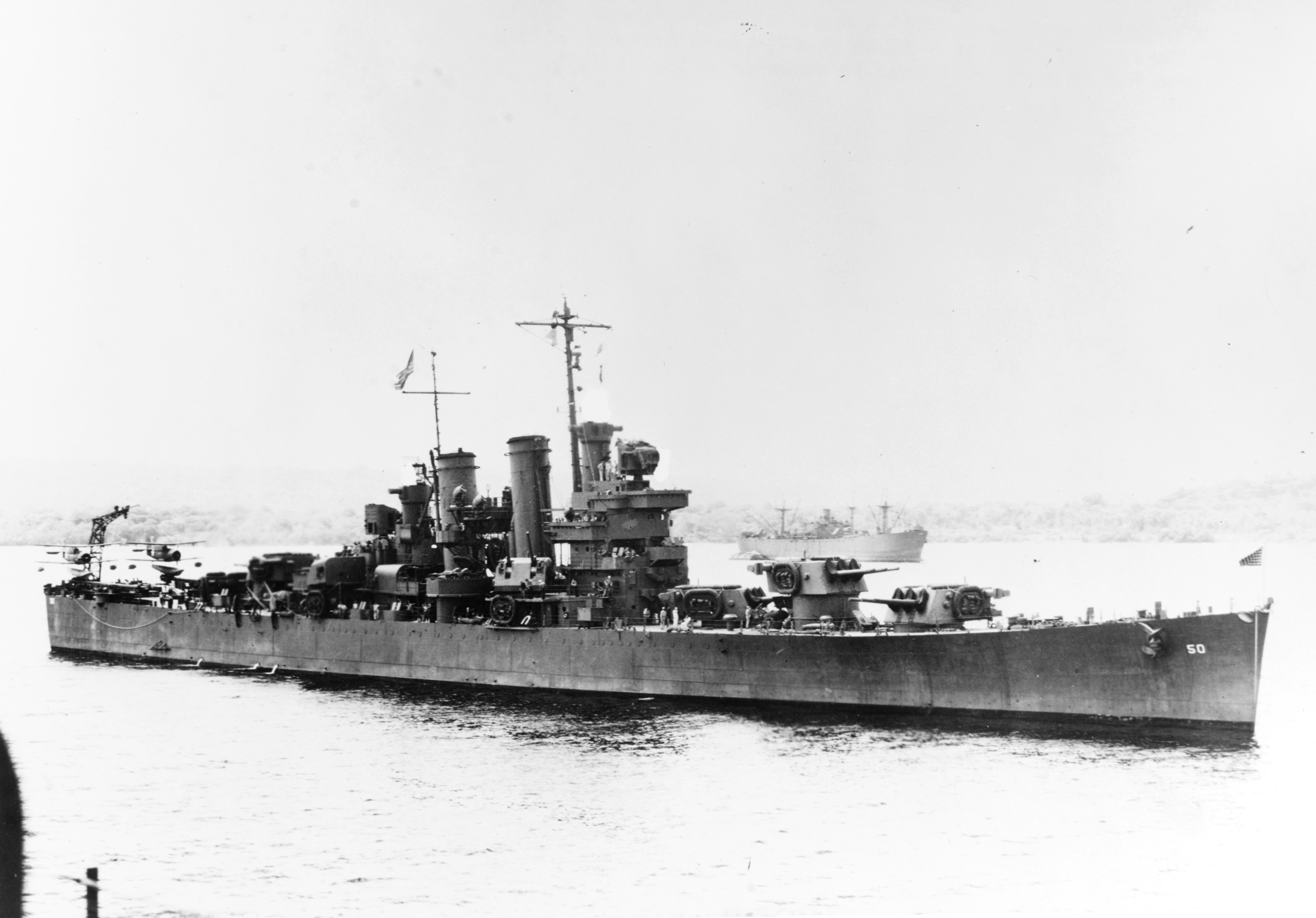
Amerikanska kryssaren, del av Task Force 64 under Norman Scott.

Under tiden övertygade Millard F. Harmon, befälhavare för USA:s arméstyrkor i södra Stilla havet, Ghormley att USA:s marinkårsstyrkor på Guadalcanal behövde förstärkas omedelbart om de allierade framgångsrikt försvarade ön från nästa förväntade japanska offensiv. Således, den 8 oktober bordade 2 837 man ur det 164:e infanteriregementet från den amerikanska arméns 23:e infanteridivisionen fartyg i Nya Kaledonien för resa till Guadalcanal med en beräknad ankomst den 13 oktober. För att skydda fartygen som transporterade den 164:e divisionen till Guadalcanal, beordrade Ghormley Task Force 64, bestående av fyra kryssare och fem jagare under amerikanske konteramiralen Norman Scott, att genskjuta och bekämpa alla japanska fartyg som närmade sig Guadalcanal och hotade konvojtransportens ankomst.
Flottstaben för Mikawas 8:e flotta planerade en stor och viktig Express-körning för natten den 11 oktober. Två sjöflygplansfartyg och sex jagare kom att leverera 728 soldater plus artilleri och ammunition till Guadalcanal. Samtidigt, men i en separat operation, skulle tre tunga kryssare och två jagare under konteramiral Aritomo Gotōs befäl, bombardera Henderson Field med särskilda explosiva granater i syfte att förstöra CAF och flygfältets anläggningar. Eftersom amerikanska flottans krigsfartyg ännu inte hade försökt förbjuda något Tokyoexpress-uppdrag till Guadalcanal, förväntade sig japanerna inte något motstånd från allierade ytstridskrafter den natten.
Strax före midnatt upptäckte Scotts krigsfartyg Gotōs styrka på radarn nära inloppet till sundet mellan Savo Island och Guadalcanal. Scotts styrka var i stånd att korsa T på Gotōs intet ont anande formation. Scotts krigsfartyg öppnade eld och sänkte en av Gotōs kryssare och en av hans jagare, skadade en annan kryssare svårt, dödligt sårade Gotō och tvingade resten av Gotōs krigsfartyg att överge bombningsuppdraget och retirera. Under eldgivningsutbytet sänktes en av Scotts jagare och en kryssare och en annan jagare skadades svårt. Under tiden avslutade den japanska försörjningskonvojen framgångsrikt lossningen på Guadalcanal och började sin hemresa utan att bli upptäckta av Scotts styrkor. Senare på morgonen den 12 oktober vände fyra japanska jagare från försörjningskonvojen tillbaka för att assistera Gotōs skadade retirerande krigsfartyg. Luftattacker från CAF-flygplan från Henderson Field sänkte två av dessa jagare senare samma dag. Amerikanska truppkonvojer nådde Guadalcanal som planerat nästa dag och levererade framgångsrikt dess last och passagerare till ön.

## Bombardemanget av Henderson Field
Trots den amerikanska segern utanför Kap Esperance fortsatte japanerna att planera och förbereda för sina stora offensiver schemalagda till senare i oktober. Japanerna beslutade om att riskera en engångsavfärd från sin vanliga praxis att endast använda snabba krigsfartyg för att leverera sitt manskap och materiel till ön. Den 13 oktober avgick en konvoj bestående av sex lastfartyg och åtta jagare från Shortlandsöarna för Guadalcanal. Konvojen bestod av 4 500 trupper från 16:e och 230:e infanteriregementena, vissa marinsoldater, två batterier av tungt artilleri och ett stridsvagnskompani.

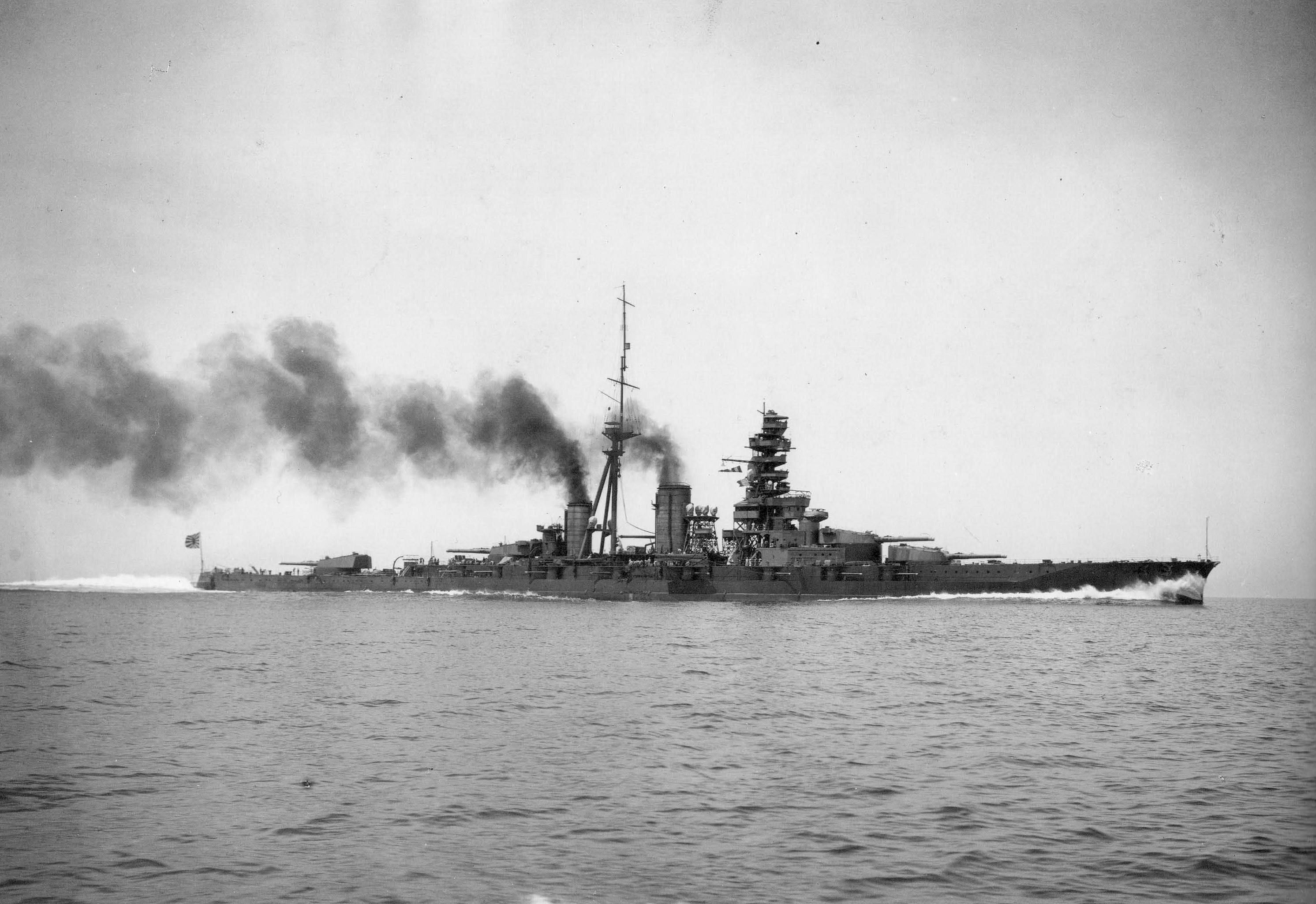
Japanska slagetskeppet Haruna.

För att skydda den annalkande konvojen från angrepp av CAF-flygplan, skickade Yamamoto två slagskepp från Truk för att bombardera Henderson Field. Klockan 01:33 den 14 oktober, nådde Kongō och Haruna Guadalcanal, eskorterade av en lätt kryssare och nio jagare, och öppnade eld mot Henderson Field från ett avstånd på 16 000 meter. Under de kommande en timme och 23 minuterna, sköt två slagskepp 973 stycken 14-tums (356 mm) granater mot försvarslinjen Lunga, de flesta föll i och runt det 2 200 kvadratmeter stora flygfältet. Många var splittergranater, särskilt utformade för att förstöra markmål. Bombardemanget skadade både start- och landningsbanor kraftigt, brände upp nästan allt tillgängligt flygbränsle, förstörde 48 av CAF:s 90 flygplan och dödade 41 personer, däribland sex CAF-piloter. Slagskeppsstyrkan återvände omedelbart till Truk.
Trots den stora förlusten kunde personal vid Henderson återställa en av startbanorna till operativt skick inom några timmar. Sjutton SBD:s och 20 Wildcats på Espiritu Santo flögs snabbt till Henderson och amerikansk armé- och marintransportflygplan började föra flygbränsle i skytteltrafik från Espiritu Santo till Guadalcanal. Amerikanerna, nu medvetna om att den japanska förstärkningskonvojen var på väg, försökte desperat på något sätt anfalla eller fördröja konvojen innan den kunde nå Guadalcanal. Med användning av bränsle tömt från förstörda flygplan och från ett gömställe i den närliggande djungeln, attackerade CAF konvojen två gånger den 14:e, men orsakade inga skador.

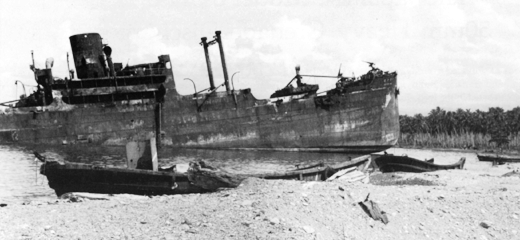
Japanska lastfartyg förstörda vid Tassafaronga av CAF-flygplan den 15 oktober.

Den japanska konvojen nådde Tassafaronga på Guadalcanal vid midnatt den 14 oktober och började lossning. Under dagen den 15 oktober bombade och besköt en rad av CAF-flygplan från Henderson den lossande konvojen och förstörde tre lastfartyg. Resten av konvojen avgick den natten efter att ha lossat alla trupper och ungefär två tredjedelar av förnödenheterna och utrustningen. Flera tunga japanska kryssare bombarderade också Henderson på nätterna den 14-15 oktober och förstörde ytterligare några CAF-flygplan, men orsakade inte några ytterligare betydande skador på flygfältet.

## Slaget om Henderson Field
Mellan 1 och 17 oktober levererade japanerna 15 000 soldater till Guadalcanal, vilket gav Hyakutake 20 000 soldater totalt att använda för sin planerade offensiv. På grund av förlusten av sina positioner på den östra sidan av Matanikau, beslutade sig japanerna för att ett anfall på det amerikanska försvaret längs kusten skulle bli oöverkomligt svårt. Därför beslutade Hyakutake att det huvudsakliga anfallet i hans planerade attack skulle komma från söder om Henderson Field. Hans 2:a division (förstärkt av trupper från den 38:e divisionen), under generallöjtnant Masao Maruyama som bestod av 7 000 soldater i tre infanteriregementen i tre bataljoner vardera, fick order att marschera genom djungeln och attackera det amerikanska försvaret från söder nära Lunga Rivers östra strand. Tidpunkten för attacken fastställdes till den 22 oktober men ändrades sedan till 23 oktober. För att distrahera amerikanerna från den planerade attacken från söder, skulle Hyakutakes tunga artilleri plus fem infanteribataljoner (cirka 2 900 man) under generalmajor Tadashi Sumiyoshi, attackera amerikanska försvaret från väster längs kuststräckan. Japanerna uppskattade att det fanns 10 000 amerikanska trupper på ön, när det i själva verket fanns cirka 23 000.

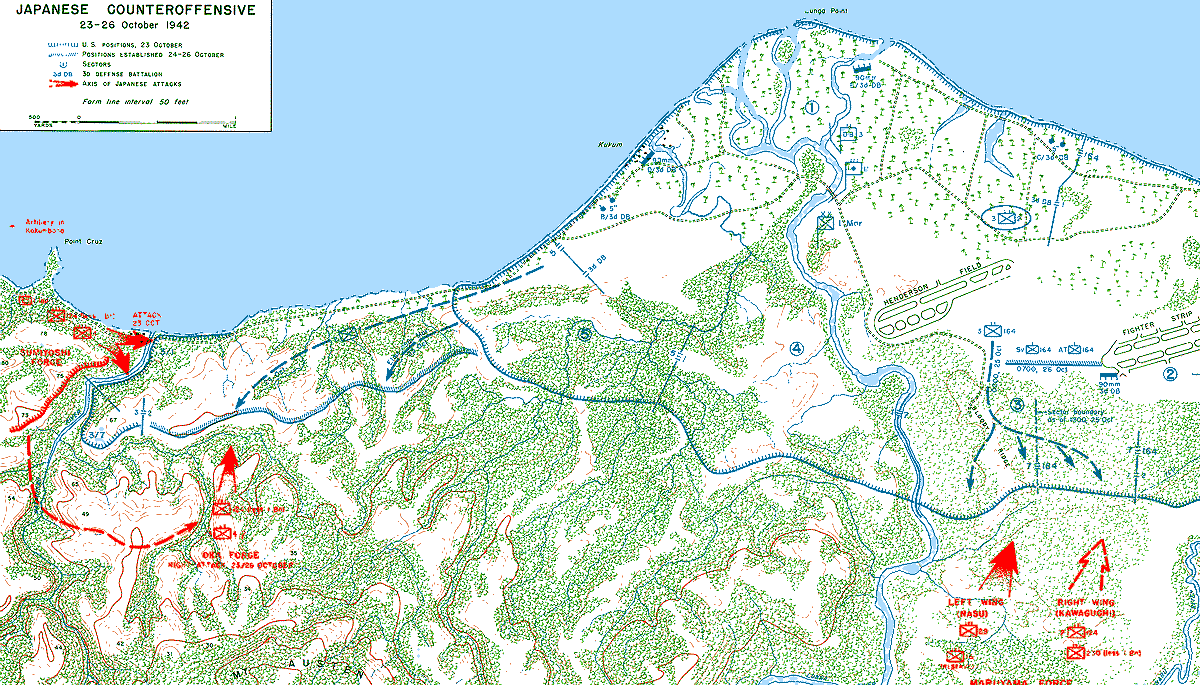
Karta över slaget, 23-26 oktober. Sumiyoshis styrkor attackerar i väst vid Matanikau (vänster) medan Maruyamas 2:a division attackerar försvarslinjen Lunga från syd (höger).

Den 12 oktober började ett japanskt ingenjörskompani att forcera en led, kallad "Maruyama Road", från Matanikau mot den södra delen av den amerikanska försvarslinjen Lunga. Den 24 km långa leden passerade bland de svåraste terrängen på Guadalcanal, bland annat flera floder och vattendrag, djupa leriga raviner, branta åsar och tät djungel. Mellan 16 och 18 oktober började 2:a divisionen sin marsch längs Maruyama Road.
Den 23 oktober kämpade Maruyamas styrkor fortfarande genom djungeln för att nå de amerikanska linjerna. Den kvällen, efter fått reda på att hans styrkor ännu inte hade nått sina anfallspositioner, sköt Hyakutake fram anfallet till 19:00 den 24 oktober. Amerikanerna var helt ovetande om Maruyamas styrkors tillvägagångssätt.
Sumiyoshi informerades av Hyakutakes stab om uppskjutningen av offensiven till den 24 oktober, men var oförmögen att kontakta sina trupper för att informera dem om förseningen. Således, i skymningen den 23 oktober attackerade två bataljoner ur det 4:e infanteriregementet och de nio stridsvagnarna ur det 1:a fristående stridsvagnskompaniet mot amerikanska marinkårens försvar vid Matanikaus mynning. Amerikanskt marinartilleri, kanoner och handeldvapen drev tillbaka anfallet och förstörde alla stridsvagnar och dödade många av de japanska soldaterna medan de själva endast utstod lätta förluster.
Till sist, sent den 24 oktober nådde Maruyamas styrkor den amerikanska försvarslinjen Lunga. Under två nätter i följd genomförde Maruyamas styrkor många, misslyckade frontalangrepp på positioner som försvarades av trupper ur 1:a bataljonen, 7:e marinregementet under överstelöjtnant Chesty Puller och den amerikanska arméns 3:e bataljon, 164:e infanteriregementet, under befäl av överstelöjtnant Robert Hall. Amerikanska marinkårssoldater och arméförband beväpnade med gevär, maskingevär, granatkastare, artilleri, inklusive karteschgranater från 37 mm pansarvärnskanoner "åstadkom fruktansvärt blodbad" på japanerna. Några små japanska grupper bröt igenom det amerikanska försvaret, men alla jagades och dödades under de kommande dagarna. Mer än 1 500 av Maruyamas trupper dödades i attackerna, medan amerikanerna förlorat omkring 60 dödade. Under samma två dagar försvarade amerikanska flygplan från Henderson Field mot angrepp av japanska flygplan och fartyg, förstörde 14 flygplan och sänkte en lätt kryssare.

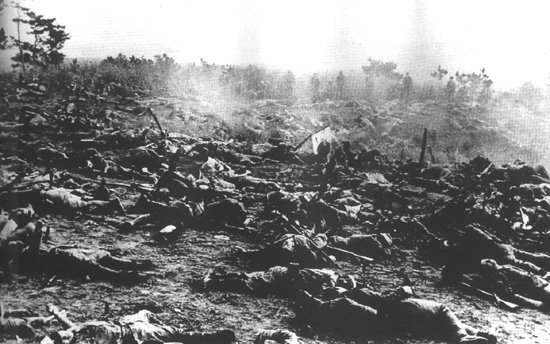
Döda soldater ur japanska 2:a divisionen täcker slagfältet efter de misslyckade attackerna den 25-26 oktober.

Ytterligare japanska attacker nära Matanikau den 26 oktober drevs också tillbaka med stora förluster för japanerna. Därav beordrade Hyakutake, klockan 08:00 den 26 oktober, inga ytterligare attacker och beordrade sina styrkor att retirera. Ungefär hälften av Maruyamas överlevande trupper beordrades att dra sig tillbaka till den övre Matanikaudalen medan 230:e infanteriregementet under överste Toshinari Shōji blev tillsagda att bege sig till Koli Point, öster om försvarslinjen Lunga. Ledande delar av 2:a divisionen nådde 17:e arméns högkvarter på Kokumbona, väster om Matanikau den 4 november. Samma dag nådde Shojis förband Koli Point och slog läger. Decimerade av antalet döda, skadade, undernäring och tropiska sjukdomar, var 2:a divisionen oförmögen att genomföra ytterligare offensiver och stred som en försvarsstyrka längs kusten under resten av fälttåget. Totalt förlorade japanerna 2 200-3 000 soldater i striden medan amerikanerna förlorat omkring 80 dödade.

## Slaget vid Santa Cruzöarna
Samtidigt som Hyakutakes trupper attackerade försvarslinjen Lunga förflyttade sig japanska hangarfartyg och andra stora krigsfartyg enligt den övergripande inriktningen angiven av Isoroku Yamamoto, in i en position nära södra Salomonöarna. Från denna plats hoppades de japanska flottstyrkorna att attackera och besegra alla allierade (främst amerikanska) sjöstridskrafter, speciellt hangarfartygsstyrkorna, som svarade på Hyakutake markoffensiv. Allierade hangarfartygsstyrkor i området, nu under övergripande befäl av William Halsey, Jr., hoppades också på att möta de japanska flottstyrkorna i strid. Nimitz hade ersatt Ghormley med Halsey den 18 oktober efter att ha konstaterat att Ghormley hade blivit alltför pessimistisk och närsynt för att effektivt fortsätta leda de allierade styrkorna i södra Stilla havet.

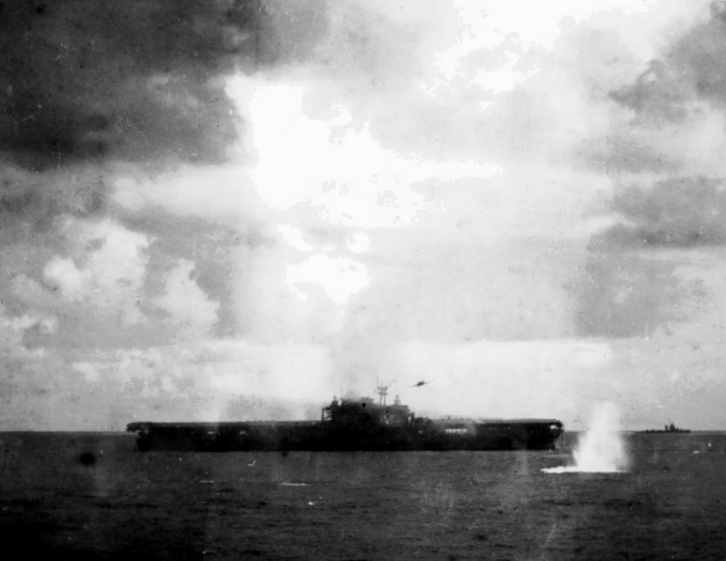
torpederas och skadas av ett japanskt flygplan den 26 oktober.

De två motsatta hangarfartygsstyrkorna konfronterade varandra på morgonen den 26 oktober, i vad som blev känt som slaget vid Santa Cruzöarna. Efter ett antal flygattacker, tvingades allierade ytfartyg att retirera från stridsområdet. Ett hangarfartyg hade sänkts (Hornet) och en annan (Enterprise) hade kraftigt skadats. De deltagande japanska hangarfartygsstyrkrorna hade emellertid också dragit sig tillbaka på grund av alltför höga förluster av flygplan och flygplansbesättningar och betydande skador på två hangarfartyg. Även om en uppenbar taktisk seger för japanerna, räknat i antal sänkta fartyg och tillfogade skador, var förlusten av många oersättliga japansk veteranflygplansbesättningar, en långsiktig strategisk fördel för de allierade, vars förluster av flygplansbesättningar i strid var relativt låga. De japanska hangarfartygen spelade ingen ytterligare betydande roll i slaget.

## Novemberstriderna
För att utnyttja segern i slaget om Henderson Field, skickade Vandegrift sex marinbataljoner, senare anslöt en amerikansk armébataljon, på en offensiv väster om Matanikau. Operationen var under befäl av Merritt Edson och dess mål var att erövra Kokumbona, 17:e arméns högkvarter, väster om Point Cruz. Japanska armésoldater från den 4:e infanteriregementet under befäl av Nomasu Nakaguma försvarade Point Cruz-området. Det 4:e infanteriregementet var kraftigt underbemannade på grund av stridsskador, tropiska sjukdomar och undernäring.

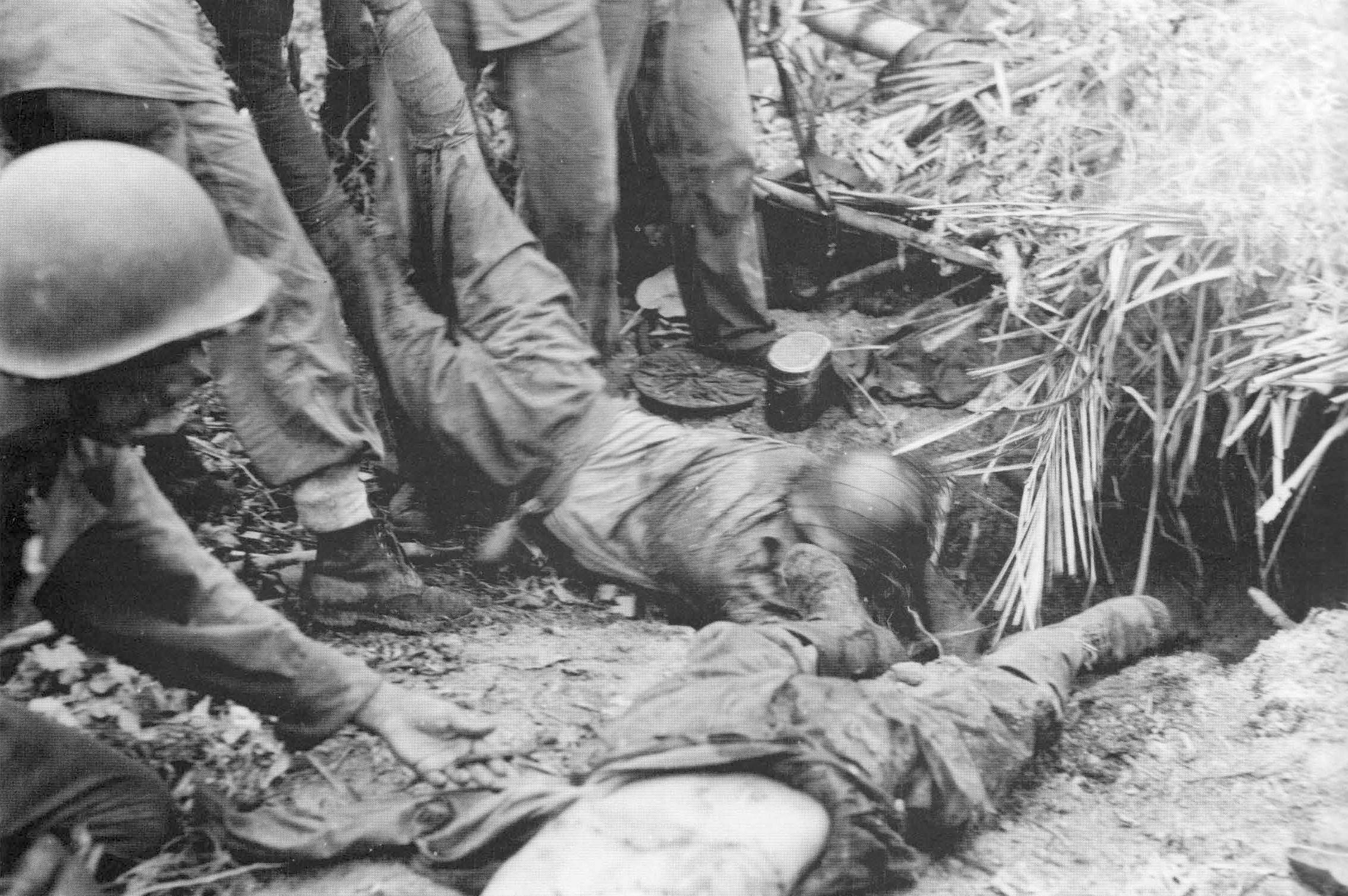
Amerikanska marinsoldater drar kropparna från döda japanska soldater från sin bunker i Point Cruz-området efter slaget i början av november.

Den amerikanska offensiven inleddes den 1 november och, efter vissa svårigheter, lyckades man den 3 november nedgöra japanska styrkor som försvarade Point Cruz-området, inklusive de bakre echelontrupperna som skickats för att förstärka Nakagumas slagna regemente. Amerikanerna verkade vara på väg att bryta igenom de japanska försvaret och erövra Kokumbona. Vid denna tid upptäckte andra amerikanska styrkor och anföll nyligen landstigna japanska trupper nära Koli Point på den östra sidan av försvarslinjen Lunga. För att mota detta nya hot, stoppade Vandegrift tillfälligt Matanikauoffensiven den 4 november. 71 amerikaner och omkring 400 japaner . dödades i offensiven.
Vid Koli Point tidigt på morgonen den 3 november levererade fem japanska jagare 300 armésoldater för att understödja Shōji och hans trupper som var på väg till Koli Point efter slaget om Henderson Field. Efter ha fått vetskap om den planerade landstigningen skickade Vandegrift en bataljon marinsoldater under Herman H. Hannekens befäl för att genskjuta japanerna vid Koli. Strax efter landstigningen mötte de japanska soldaterna Hannekens bataljon och körde iväg den tillbaka mot försvarslinjen Lunga. Som svar beordrade Vandegrift Pullers marinbataljon plus två av de 164:e infanteribataljonerna, tillsammans med Hannekens bataljon, att förflytta sig mot Koli Point och att attackera de japanska styrkorna där.
När de amerikanska trupperna började förflytta sig, började Shōji och hans soldater anlända till Koli Point. Med början den 8 november försökte amerikanska trupper omringa Shōjis styrkor vid Gavaga Creek nära Koli Point. Samtidigt beordrade Hyakutake Shōji att överge sina positioner vid Koli och ansluta sig till de japanska styrkorna vid Kokumbona i Matanikauområdet. Ett ficka existerade genom en sumpig bäck i den södra sidan av de amerikanska linjerna. Mellan 9 och 11 november flydde Shoji och mellan 2 000 och 3 000 av hans män in i djungeln i söder. Den 12 november anföll amerikanerna och dödade alla återstående japanska soldater kvar i fickan. Amerikanerna räknade kropparna till 450-475 japanska döda vid Koli Point och erövrade det mesta av Shōjis tunga vapen och proviant. 40 amerikaner dödades och 120 sårades i operationen.

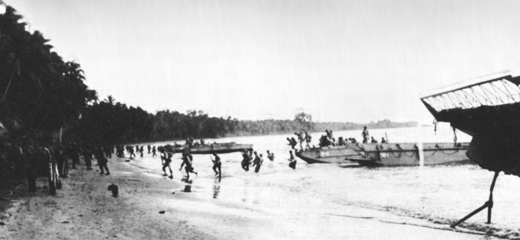
Carlsons soldater landstiger vid Aola Bay den 4 november.

Under tiden, den 4 november, landsteg kompanier ur 2nd Marine Raider Battalion, under befäl av överstelöjtnant Evans Carlson, med båt vid Aola Bay, 64 km öster om Lunga Point. Carlsons soldater, tillsammans med trupper ur den amerikanska arméns 147:e infanteriregemente, skulle skydda 500 Seabees när de försökte konstruera ett flygfält på den platsen. Halsey, på rekommendation av Turner, hade godkänt byggandet av Aola Bay flygfält. Byggandet av flygfältet övergavs senare i slutet av november på grund av olämplig terräng.
Den 5 november, beordrade Vandegrift Carlson att ta sina soldater och marschera landvägen från Aola, och attackera någon av Shōjis styrkor som hade rymt från Koli Point. Tillsammans med resten av patrullen från hans bataljon, som anlände några dagar senare, påbörjade Carlson och hans trupper en 29-dagar lång patrull från Aola till försvarslinjen Lunga. Under patrullen deltog soldaterna i flera strider med Shōjis retirerande styrkor och dödade nästan 500 av dem, samtidigt som 16 soldater dödades från egna patrullen. Förutom de förluster från anfall från Carlsons soldater, fällde tropiska sjukdomar och brist på mat många fler av Shojis män. När Shojis styrkor nådde Lunga River i mitten av november, ungefär halvvägs till Matanikau, återstod endast 1 300 man i huvudgruppen. När Shōji nådde 17:e arméns positioner väster om Matanikau, var bara 700-800 överlevande fortfarande med honom. De flesta av de överlevande från Shōjis styrka anslöt andra japanska enheter och försvarade Mount Austen och övre Matanikau River-området.
Tokyoexpressen turer hade den 5, 7 och 9 november levererat ytterligare trupper från den japanska 38:e infanteridivisionen, inklusive den största delen av 228:e infanteriregementet till Guadalcanal. Dessa nya trupper placerades snabbt i Point Cruz och Matanikauområdet och hjälpte framgångsrikt att motstå ytterligare attacker från amerikanska styrkor den 10 och 18 november. Amerikanerna och japanerna förblev vända mot varandra längs en linje strax väster om Point Cruz under de kommande sex veckorna.

## Sjöslaget vid Guadalcanal
Efter nederlaget i slaget om Henderson Field planerade den japanska armén att återigen försöka återta flygfältet i november 1942 men ytterligare förstärkningar krävdes innan operationen kunde fortsätta. Japanska armén begärde understöd från Yamamoto för att leverera de nödvändiga förstärkningarna till ön och för att understödja nästa offensiv. Yamamoto tillhandahöll 11 stora transportfartyg för att transportera de återstående 7 000 soldaterna från den 38:e infanteridivisionen, deras ammunition, mat och tung utrustning från Rabaul till Guadalcanal. Han tillhandahöll också en stödstyrka bestående av örlogsfartyg som inkluderade två slagskepp. De två slagskeppen, Hiei och Kirishima, utrustade med särskilda splittergranater, skulle bombardera Henderson Field på natten mellan den 12 och 13 november och förstöra den och flygplanen stationerad där för att möjliggöra så att de långsamma, tunga transporterna kunde nå Guadalcanal och lasta av i säkerhet dagen efter. Örlogsfartygsstyrkan var under befäl från Hiei av den nyligen utnämnde viceamiralen Hiroaki Abe.

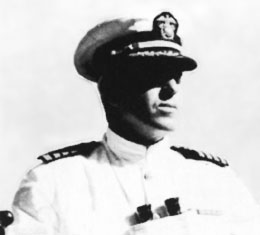
Konteramiral Daniel J. Callaghan.

I början av november fick den allierade underrättelsetjänsten vetskap om att japanerna förberedde nya försök att försöka återta Henderson Field. Därför skickade USA den 11 november Task Force 67, en stor förstärkning- och materielkonvoj med marinsoldater, två amerikanska arméinfanteribataljoner samt ammunition och mat, under befäl av Turner. Kovojen skyddades av två stridsgrupper under befäl av konteramiral Daniel J. Callaghan och Norman Scott, och flygplan från Henderson Field. Fartygen attackerades flera gånger den 11 och 12 november av japanska flygplan från Rabaul genom en flygbas vid Buin, Bougainville, men de flesta kunde lossa av utan allvarliga skador.
Amerikanska rekognoseringsflygplan siktade Abes bombardemangsstyrka och skickade en varning till det allierade kommandot. Således förvarnad, detacherade Turner alla användbara stridsfartyg under Callaghans befäl för att beskydda trupperna i land från den förväntade japanska marinattacken och trupplandstigningen och beordrade försörjningsfartyg vid Guadalcanal att avlägsna sig från tidig kväll den 12 november. Callaghans styrka bestod av två tunga kryssare, tre lätta kryssare och åtta jagare.
Omkring klockan 01:30 den 13 november gensköt Callaghans styrka Abes bombardemangsgrupp mellan Guadalcanal och Savo Island. Förutom de två slagskeppen ingick en lätt kryssare och 11 jagare i Abes styrka. I beckmörker, gjorde de två krigsfartygen sig sällskap innan de öppnade eld på ovanligt nära håll. I den resulterande striden sänkte eller allvarligt skadade Abes krigsfartyg alla utom en kryssare och en jagare i Callaghans styrka och båda Callaghan och Scott dödades. Två japanska jagare sänktes och en annan jagare och Hiei skadades kraftigt. Trots att Abe besegrat Callaghans styrka, beordrade han sina krigsfartyg att dra sig tillbaka utan att ha bombarderat Henderson Field. Hiei sänktes senare samma dag, efter upprepade flygattacker från CAF-flygplan och flygplan från det amerikanska hangarfartyget Enterprise. På grund av Abes underlåtenhet att neutralisera Henderson Field, beordrade Yamamoto trupptransportkonvojen, under befäl av Raizō Tanaka, som var belägen nära Shortland Islands, att vänta en extra dag innan man gick mot Guadalcanal. Yamamoto beordrade Nobutake Kondō att sätta ihop en till bombardemangsstyrka med hjälp av krigsfartyg från Truk och Abes styrka för att attackera Henderson Field den 15 november.
Under tiden, omkring klockan 02:00 den 14 november, genomförde en kryssar- och jagarstyrka under Gunichi Mikawas befäl från Rabaul, ett obehindrat bombardemang mot Henderson Field. Bombardemanget orsakade en del skador, men misslyckades med att sätta flygfältet eller de flesta av dess flygplan ur drift. Då Mikawas styrka drog sig tillbaka mot Rabaul, började Tanakas transportkonvoj, under uppfattningen att Henderson Field nu var förstört eller kraftigt skadat, köra ner sundet mot Guadalcanal. Under hela dagen den 14 november, attackerade flygplan från Henderson Field och Enterprise Mikawas och Tanakas fartyg och sänkte en tung kryssare och sju av transportfartygen. De flesta av soldaterna från transportfartygen räddades av Tanakas eskortjagare och återvände till Shortland Islands. Efter mörkrets inbrott fortsatte Tanaka och de återstående fyra transportfartygen mot Guadalcanal medan Kondos styrka närmade sig för att bombardera Henderson Field.

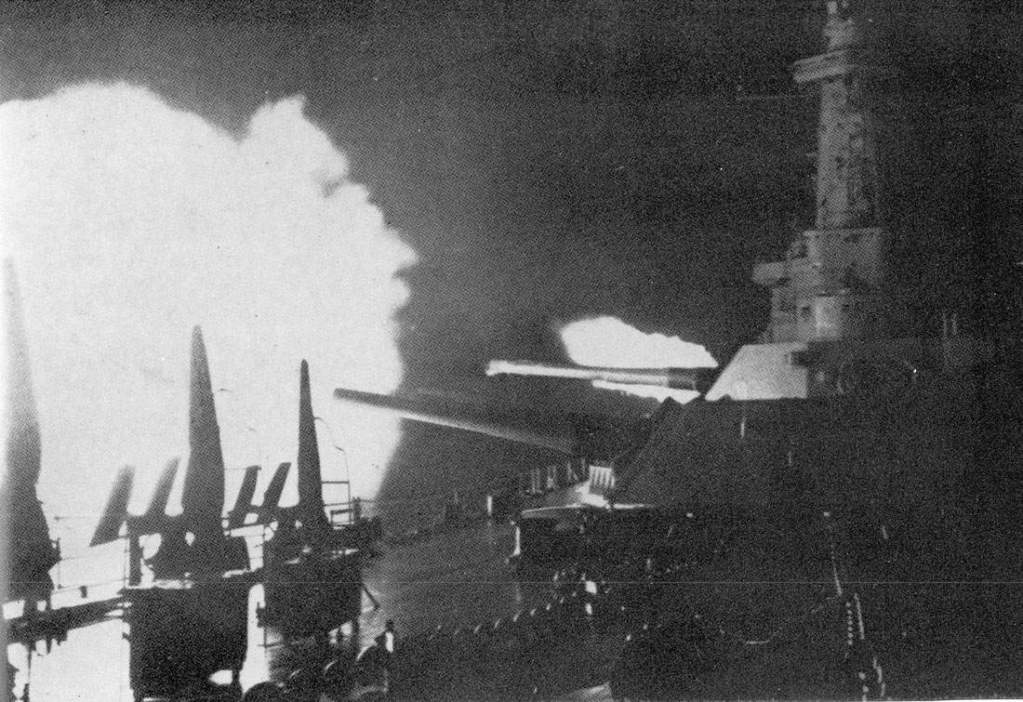
Amerikanska slagskeppet öppnar eld på det japanska slagskeppet Kirishima.

För att genskjuta Kondos styrka, detacherade Halsey, som hade ont om oskadade fartyg, två slagskepp, Washington och South Dakota, samt fyra jagare från Enterprise stridsgrupp. Den amerikanska styrkan, under befäl av Willis A. Lee ombord Washington, nådde Guadalcanal och Savo Island strax före midnatt den 14 november, strax innan Kondos bombardemangsstyrka anlände. Kondos styrka bestod av Kirishima plus två tunga kryssare, två lätta kryssare och nio jagare. Efter de två styrkorna fått kontakt, sänkte Kondos styrka snabbt tre av de amerikanska jagarna och skadade kraftigt den fjärde. De japanska krigsfartygen siktade sedan, öppnade eld och skadade South Dakota. Medan Kondos krigsfartyg koncentrerade sig på South Dakota, närmade sig Washington de japanska fartygen obemärkt och öppnade eld mot Kirishima och träffade det japanska slagskeppet upprepade gånger och orsakade dödlig skada. Efter att förgäves jagat Washington mot Russellöarna, beordrade Kondo sina krigsfartyg att dra sig tillbaka utan att ha bombarderat Henderson Field. En av Kondos jagare hade också sänkts under striden.
Medan Kondos fartyg drog sig tillbaka gick fyra japanska transportfartyg i land nära Tassafaronga på Guadalcanal klockan 04:00 och började snabbt att lossa av. Klockan 05:55 började amerikanska flygplan och artilleri att attackera de landsatta transportfartygen och förstörde alla fyra transportfartyg tillsammans med det mesta av förnödenheten de transporterat. Endast 2 000-3 000 av armétrupperna klarade sig i land. På grund av misslyckandet att leverera de flesta av trupperna och förnödenheterna tvingades japanerna att upphäva sin planerade novemberoffensiv mot Henderson Field, vilket gjorde stridsresultatet till en betydande strategisk seger för de allierade och markerade början på slutet av japanska försök att återta Henderson Field.
Den 26 november tog den japanska generallöjtnanten Hitoshi Imamura befälet över den nybildade åttonde armén vid Rabaul. Den nya kommandot omfattade både Hyakutakes 17:e och 18:e armé i Nya Guinea. En av Imamuras första prioriteringar vid befälsövertagandet var de fortsatta försöken att återta Henderson Field och Guadalcanal. Den allierade offensiven vid Buna i Nya Guinea gjorde dock att Imamura ändrade sina prioriteringar. Eftersom de allierade försöken att erövra Buna ansågs vara ett allvarligare hot mot Rabaul, sköt Imamura upp ytterligare större förstärkningsinsatser till Guadalcanal för att koncentrera sig på situationen i Nya Guinea.